# 機動隊
機動隊（きどうたい）は、日本の警察において、集団的警備力および機動力を有し治安警備および災害警備などに当たる、各都道府県警察の部隊である。本部の警備部に置かれ、集団警備力の中核を担う警備警察の常設部隊である。
基幹となる機動隊は約8,000人体制、これを補完する増援部隊として広域運用される管区機動隊および第二機動隊が約4,000人体制として整備されている。

## 概要
主な任務は治安警備、災害警備、雑踏警備、警衛警護、集団警らおよび各種一斉取締りである。「治安警備」とは、国の公安に係る犯罪および政治運動に伴う犯罪が発生した場合において、部隊活動により犯罪を未然に防止し、犯罪が発生した場合の違法状態を収拾する警備実施活動のことであり、「災害警備」とは、災害が発生した場合に、個人の生命、身体および財産を保護し、公共の安全と秩序を維持することを目的に行う警察の救助活動などのことである。

## 沿革

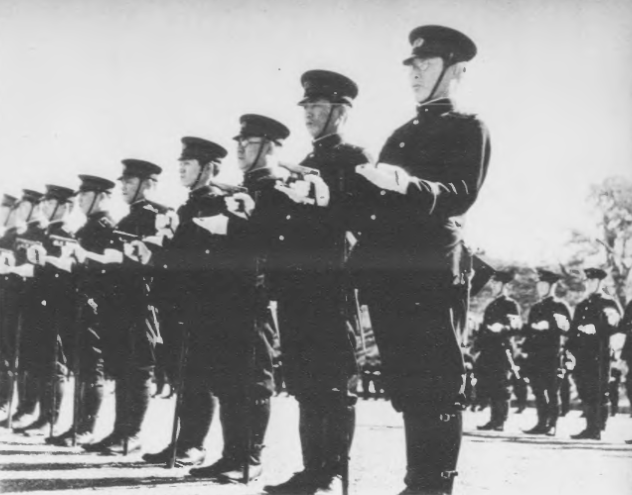
特別警備隊（1938年（昭和13年））

### 特別警備隊・警備隊の編成と解体
機動隊の起源は、1933年（昭和8年）10月1日に内務省管理下の警視庁が設置した特別警備隊に遡る。これは桜田門事件、血盟団事件、五・一五事件など、不穏な社会情勢に対処するために創設されたもので、行幸啓の警衛、国葬や大衆運動の警備、災害時の救助活動等に従事して集団警備力を発揮し、「昭和の新選組」「警官の華」の通称で広く市民からも親しまれた。
また第二次世界大戦後期、日本本土空襲が本格化すると、警備・救護の必要性が激増したこともあり、1944年4月12日、勅令第243号により主要な府県に警備隊が設置されることとなった。東京でも、同年4月21日付で警視庁警備隊（6個大隊、計2,550名）が発足し、特別警備隊はこれに発展的に解消して廃止された。
日本の降伏を受けて、1946年1月16日、連合国軍最高司令官総司令部は警備隊の解隊を指示した。これを受けて2月16日には警視庁警備隊も解隊されて、同日設置された防護課（234名）がその役割を引き継いだ。しかし連合国軍占領下の日本では集団犯罪や急進的な社会運動に伴う暴動などが多発しており、このような少人数では対処が難しい状況も多かった。

### 警視庁予備隊と機動隊の編成
占領下では警察力の増強は困難であったが、1948年の警察法施行とともに警視庁の増員が認められたことから、この機会に集団警備力の増強が図られることとなり、1948年5月、警視庁予備隊が設置された。また1952年7月には、国家地方警察本部の指令により、「すぐれた指揮官に統率せられ、強固な団結・優れた機動性・十分な装備を有し、徹底した訓練を受けた精鋭部隊の整備強化」を目的として、まず20都府県に機動隊が設置された。愛知・福岡・兵庫の3県で70名、その他で50名が最低人員とされており、一般隊員としては30歳以下の健康な者で、できるだけ柔道その他の技能をもつ独身者を選抜するよう指示が与えられた。また千葉や大阪では、自治体警察と国家地方警察の連合機動隊が組織された。
その後、1954年7月27日に制定された警察庁発備第3号「機動隊の設置について」に基づいて全国で機動隊の設置が開始され、隊員は「30歳未満の健康な独身者を選抜して」「全員合宿若しくは同一施設内に常住する」ものとされた。1957年4月1日には、元祖にあたる警視庁予備隊も、他の地域と同様に警視庁機動隊と改称された。1962年10月には、各都道府県警察に設置しなければならないものと定められ、隊員の服務期間も6か月から2年間に延長された。

#### 各道府県での創設
- 北海道警察 - 1952年3月、札幌方面機動警備隊として発足。1961年4月1日、北海道警察機動隊として改編[11]。
- 東北管区
  - 青森県警察 - 1952年8月29日、国家地方警察青森県本部警備部警ら交通課所属として発足[12]。
  - 岩手県警察 - 1948年9月、国家地方警察岩手県本部警備部機動班として発足、変遷を経て、1979年4月1日より現体制[13]。
  - 秋田県警察 - 1962年4月、警備部警ら交通課所属として発足。その後、機構改革に伴って警備部外勤課に所属替えされた後、1970年4月、管区機動隊を担っていた同課の機動警ら隊と合隊し、警備部機動隊として独立した。1972年に警備第二課が新設されるとこちらの所属となったが、1973年3月に機動隊と機動警ら隊が独立、1974年には機動警ら隊が所属替えした[14]。
  - 宮城県警察 - 1954年7月、国家地方警察宮城県本部特別機動隊と仙台市警察警ら方面隊を統合して発足[15]。
  - 山形県警察 - 1961年4月、警ら課所属として発足。1969年4月に管区機動隊が発足し、1970年4月、警備部機動隊として統合。1979年4月より独立所属となり、現体制[13]。
  - 福島県警察 - 1948年、国家地方警察福島県本部機動班として発足。以後、警ら交通課機動隊、警ら課機動隊、警備部機動隊と発展し、1973年4月1日に現体制[16]。
- 関東管区
  - 茨城県警察 - 1952年9月15日、国家地方警察茨城県本部警備部警ら交通課所属として発足。また1971年には管区機動隊（特別警ら隊）が集中運用となった[17]。
  - 栃木県警察 - 1954年8月1日、警ら交通課の附置機関として発足、変遷を経て、1962年4月1日より現体制[18]。
  - 群馬県警察 - 1952年8月4日、国家地方警察群馬県本部の非常設部隊として創設[19]。
  - 埼玉県警察 - 1952年8月26日、国家地方警察埼玉県本部機動隊として発足、1954年7月1日、新警察法施行とともに警備部警ら交通課機動隊となり、1969年3月、警備部機動隊として独立[19]。
  - 千葉県警察 - 1950年9月8日、国家地方警察千葉県本部警備部警備課所属として発足。1963年10月1日、警備課から独立し、警備部直属の組織となる[20]。1974年2月26日、千葉県機動隊第二大隊が「第二機動隊」と改称され、1975年3月7日に独立した組織となる[19][21]。1991年4月1日、第三機動隊が創設される[22]。
  - 神奈川県警察 - 1949年、国家地方警察神奈川県本部特別機動隊として発足、1970年に2つに分割された[23]。
  - 新潟県警察 - 1952年7月1日、国家地方警察新潟県本部機動隊として、警ら交通課に設置。また在日朝鮮人の帰還事業に伴う治安問題に対応するため、1959年11月16日には、既設の機動隊に加えて特別機動隊が設置され、警備部警ら交通課に附置された。1963年4月1日に特別機動隊を機動隊に合併するとともに警備二課の附置から切り離して独立所属とし、警備部機動隊となった[24]。
  - 山梨県警察 - 1961年4月1日、警ら課の附置機関として発足。その後変遷を経て、1982年4月1日、警備部機動隊として独立[25]。
  - 長野県警察 - 1952年9月6日、国家地方警察長野県本部機動隊として発足[26]。
  - 静岡県警察 - 1952年9月1日、国家地方警察静岡県本部機動隊として発足。1954年7月1日、新警察法施行に伴い、「静岡県警察機動隊」として改称[27]。
- 中部管区
  - 富山県警察 - 1956年11月1日、警ら交通課の附置機関として発足。1977年に独立・昇格[28]。また1969年には管区機動隊が発足しており、1998年より県警機動隊と合同運用[29]。
  - 石川県警察 - 1954年7月1日に発足。また1969年4月には管区機動隊が編成されて第二機動隊として発足、1971年4月には警備部機動隊に統合されて、県機動隊が第一小隊、管区機動隊が第二小隊となった[28]。
  - 福井県警察 - 1952年7月10日、国家地方警察福井県本部特別機動隊として発足し、1961年4月より現体制[30]。
  - 岐阜県警察 - 1952年8月13日、国家地方警察岐阜県本部警備部警ら交通課所属のもと、特別機動隊が設置された。当時は本部各課および地区警察署より召集した兼務要員から編成されていた。1954年7月1日、岐阜県警察の発足に伴い独立[12]。
  - 愛知県警察 - 1952年8月1日、国家地方警察愛知県本部の附置機関として特別機動隊が発足。その後変遷を経て、1966年1月1日より現体制[31]。
  - 三重県警察 - 1954年7月1日、警備部交通課附置の特設機動隊として発足。1969年に所属に昇格、1976年3月30日には外勤課に附置されていた方面警ら隊（管区機動隊）を吸収合併して「警備部機動隊」に改編[16]。
- 近畿管区
  - 滋賀県警察 - 1952年10月1日、国家地方警察滋賀県本部特別機動隊として発足[26]。
  - 京都府警察 - 1952年9月1日に発足[28]。
  - 大阪府警察 - 1948年1月13日、大阪市警察局公安部公安第一課に特別機動隊（隊員70名）として発足[32]。1949年3月2日、公安部機動隊として独立。1952年8月、国家地方警察大阪府本部およびその他の自治体警察と共同の集団警備力として大阪連合機動隊が発足（2個中隊編成、計251名）[33]。1969年4月1日、第一・二機動隊に分離[25]。1991年12月1日、関西国際空港警備のため第三機動隊が発足[34]。
  - 兵庫県警察 - 1952年10月、国家地方警察兵庫県本部特別機動隊として発足[18]。
  - 奈良県警察 - 1960年4月27日に発足[25]。
  - 和歌山県警察 - 1956年8月に発足。当初は1個小隊体制だったが、1981年に管区機動隊を統合して2個小隊体制へ[16]。
- 中国四国管区
  - 鳥取県警察 - 1963年4月1日に発足。当初は警備部外勤課長が隊長を兼務したが、1968年8月に専任の隊長が配置[35]。
  - 島根県警察 - 1961年4月、警ら課機動隊として発足、その後警備部機動隊に改編[19]。
  - 岡山県警察 - 1948年10月、国家地方警察岡山県本部特別機動隊として発足、1952年7月には特別警備隊と改称。1961年6月1日、岡山県警察機動隊と改称。また1969年4月に管区機動隊が編成されたのち、1971年4月に機動隊に吸収・合同運用となった[30]。平成13年2月の時点で、岡山市内3署(岡山中央、岡山西、岡山南)と倉敷署に地域課直轄警ら係として管区機動隊員を配置し、パトロールの強化や空き交番対策などに従事させることとしていた。
  - 広島県警察 - 1952年9月1日、国家地方警察広島県本部機動警察隊として発足。その後、1969年10月より現体制[30]。
  - 山口県警察 - 1949年2月、国家地方警察山口県本部において、32人の隊員を3個分隊に編成し、本部長直轄の山口県特別機動隊として発足[36]。1952年8月には警ら交通課長が隊長を兼務して同課に附置されたが、1959年1月9日に専務機動隊として編成、その後管区機動隊および第二機動隊の編成等の変遷を経て、1975年4月1日より現体制[30]。
  - 徳島県警察 - 1952年9月1日、国家地方警察徳島県本部において、県下の自治体警察の合同部隊として機動警備隊を発足[37]。
  - 香川県警察 - 1954年7月20日に発足。本部警ら交通課、本部警ら課附置を経て、1969年7月1日、警備部機動隊として独立[38]。
  - 愛媛県警察 - 1952年9月13日、国家地方警察愛媛県本部警備部警ら交通課所属として発足。その後警備課に移動。また1969年4月5日に管区機動隊が発足したのち、1970年3月1日、両者を統合して愛媛県警察機動隊として所属に昇格・独立。1975年5月1日には管区機動隊が兼務を解除されて専任要員となった[16]。
  - 高知県警察 - 1957年11月に発足。当初は本部警ら交通課（警ら班と交通取締り班の2個班）に付置されていたが、同年12月に所属として独立、1962年に外勤課所属、1979年に警備第二課所属と変遷したのち、1980年に独立した[14]。
- 九州管区
  - 福岡県警察 - 1952年8月、国家地方警察福岡県本部機動隊として発足。当初は警察学校内で、隊長は学校長、隊員は入校中の警備専科生であり、また一時は機動捜査班や自動車警ら班が併置されていたが、後に体制が整理されて、1976年9月より現体制[28]。第一機動隊が福岡・筑後、第二機動隊（北九州市小倉北区）が北九州・筑豊を担当する[39]。
  - 佐賀県警察 - 1956年2月、公安部交通課所属として発足し、1963年3月に警備部所属として独立[27]。
  - 長崎県警察 - 1952年9月15日、国家地方警察長崎県本部警ら交通課主管のもとで発足。1961年、県警本部警備部所属[31]。
  - 熊本県警察 - 1959年4月、警ら交通課所属として発足。1962年3月2日、警ら交通課が外勤課と交通課に分割されるのに伴い、外勤課所属となる。1964年3月、外勤課を警ら課に改称。1967年4月、警備部警備課所属となり、1969年4月、専従隊長の設置に伴い警備部機動隊として独立。また1969年4月には管区機動隊が発足、1975年4月1日に県機動隊と統合[15]。
  - 大分県警察 - 1952年10月1日発足。1958年3月、警備部警ら交通課に附置。1962年5月、警備部機動隊として昇格・独立[16]。
  - 宮崎県警察 - 1956年3月、警ら交通課に附置されて発足したものの、1957年3月に一旦は解散。1959年7月に再編成され、1968年4月より現体制。また1967年には第二機動隊、1971年には管区機動隊が編成された[17]。
  - 鹿児島県警察
  - 沖縄県警察 - 1957年1月12日、琉球警察本部保安課に特設警ら隊を設置、9月17日に公安第二課に隷属替えされたのち、1961年8月15日に交通課のパトロール隊と合併して警察本部警ら課を新設、1965年5月14日に徒歩警ら隊に改称。1968年9月1日、警視を隊長とする機動隊を編成[40]。

### 第二機動隊・管区機動隊の編成
60年安保闘争をはじめとする治安状況の悪化を受けて、1966年6月28日付け警察庁乙備発第2号「第二機動隊の設置について」に基づいて予備部隊として第二機動隊の設置が定められ（一部の警察本部では既に設置）、また1969年には都道府県警察相互の部隊応援のための管区機動隊が発足した。

## 編制

### 基本編制

#### 機動隊
集団警備力によって有事即応体制を保持する常設の基幹部隊。各都道府県警察に置かれており、多くの警察本部では1個隊が編成されているが、警視庁警備部では第1機動隊から第9機動隊及び特科車両隊の計10隊が、大阪府警察と千葉県警察に各3隊、神奈川県警察と福岡県警察に各2隊が編成されている。またこれらの都道府県警察機動隊のほか、機動隊に準じる部隊として、警視庁では東京国際空港テロ対処部隊、千葉県警察では成田国際空港警備隊、福井県警察では嶺南機動隊（原子力施設警備隊）が設置されている。

##### 各隊の編制 (警視庁機動隊の例)
機動隊の規模・編成は、各都道府県警によって大きく異なっている。もっとも体制が充実している警視庁の場合、計10隊ある各機動隊は隊長（第一機動隊では警視正、他隊では警視）のもと、副隊長2名（うち1名は警視）と隊本部、中隊によって構成されており、おおむね管区機動隊の大隊に相当する。隊本部には、庶務担当として庶務係、会計係、教務係が、警備担当として警備係、通信係が、特務担当として特務係、騒音取締係、広報係、技術係、特殊技能係、操車係、整備係の各係が置かれている。隊本部付は警部、また各係の主任は警部補が補職される。
1969年の時点では、基幹中隊は4個を基本としており、また大規模警備の際には特別機動隊2個中隊を追加編入し、計6個中隊を2個大隊に編成して警備にあたっていた。その後、1991年7月より試験的に第5中隊が編成されたのち、1992年4月1日より、基幹中隊が4個から5個に正式に改編された。中隊長には警部が補職され、約70名の隊員で構成される。これらの中隊員は3個小隊に編成されており、これが各種任務での行動単位となることが多い。小隊長は警部補、小隊員は22～24名程度で、伝令・通信手のほか3個分隊に編成されている。分隊長は巡査部長、分隊員は6～7名程度で、更にその下に組長（巡査長または巡査）が配される。
2000年代初頭の時点で、統括隊である第一機動隊は336名、その他特科車両隊までの各隊は約320名体制となっている。

##### 専門部隊
各種事案に対応するため、基本訓練を終えた隊員は、各専門部隊の指定隊員として訓練を受け、部隊を編成している。これらの専門部隊はもともと「機能別部隊」と呼ばれていたもので、爆発物処理班や銃器対策部隊、NBCテロ対応専門部隊、レスキュー部隊、水難救助部隊などがあった。警視庁機動隊では、2001年から、機動隊としての各種警戒警備に加えて、警察署などに分遣されて防犯や犯罪捜査、交通指導取締りなど多様な任務に従事する「多角的運用部隊」の制度を開始しており、警視庁機動隊のすべての小隊には、特殊技能部隊または多角的運用部隊としての機能が付与されるようになっていた。
そして2019年、これらの機能別部隊は専門部隊として再編強化が図られることになった。
- 銃器対策部隊 - 都道府県警察機動隊及び千葉県警察成田国際空港警備隊並びに警視庁東京国際空港テロ対処部隊に設置される[43]。
- NBCテロ対応専門部隊およびNBCテロ対策部隊 - 前者は北海道・宮城・千葉・神奈川・愛知・大阪・広島・福岡の各道府県警察本部および警視庁の機動隊並びに警視庁公安機動捜査隊に、また後者はその他の府県警察の機動隊および千葉県警察成田国際空港警備隊並びに警視庁東京国際空港テロ対処部隊に設置される[43]。
- 爆発物対応専門部隊および爆発物対策部隊 - 前者は北海道・宮城・埼玉・千葉・神奈川・愛知・京都・大阪・兵庫・広島・福岡・沖縄の各道府県警察本部および警視庁の機動隊に、また後者はその他の県警察の機動隊および千葉県警察成田国際空港警備隊並びに警視庁東京国際空港テロ対処部隊に設置される[43]。
- 原発特別警備部隊 - 原子力発電所などの立地道県警察の機動隊（福井県警察にあっては嶺南機動隊）に設置される[43]。
- 水難救助部隊 - 都道府県警察の機動隊に設置される[43]。
- レスキュー部隊 - 北海道・宮城・埼玉・千葉・神奈川・新潟・静岡・愛知・京都・大阪・兵庫・広島・香川・福岡・沖縄の各道府県警察本部および警視庁の機動隊に設置される[43]。

なお特殊部隊（SAT）は、警視庁では警備部警備第一課に、大阪府警察でもやはり警備部の警備課に所属しており、機動隊から独立した組織とされているが、道県警察では機動隊に所属している。さらに千葉県警察と大阪府警察の機動隊には、スカイマーシャルが編成されている。

#### 第二機動隊（方面機動隊・特別機動隊）
第二機動隊は、常設の「第二機動隊」を保有しない道府県警に置かれる非常勤の予備部隊のことである。隊員は機動隊経験者や若手警察官を中心に一般の制服警察官が兼任しており、平常時は警察署の各部署で通常の警察署員と同様の勤務を行なっている。常設の第二機動隊を保有する神奈川県警察などでは「特別機動隊」と称される。
警視庁の場合、上記のように各機動隊に補充要員として編入される特別機動隊と、各方面本部が管内の警察署員をもって編成する方面機動隊がある。特別機動隊は1961年3月22日に設けられた特別隊員の制度を起源とし、1966年4月1日に予備機動隊員、そして1968年に特別機動隊と改称された。
一方、警視庁における方面機動隊の制度は、1953年5月27日に設置された方面警察隊を前身とする。指定された警察署長が隊長となり、中隊長に刑事課長代理が指定されることもある。刑事・交通・防犯・外勤警察官の混成部隊である。

#### 女性警察官特別機動隊
1964年東京オリンピックにあたり、警視庁は女子選手村の警備も所掌したことから、婦人警察官を大量動員して警戒にあたったほか、大会会場内での案内や雑踏整理にも投入した。またその後、1966年のザ・ビートルズ日本公演の際にも動員されている。婦人警察官によるソフト路線の警備というアイデアは高い評価を受けたものの、その後、安保闘争・爆弾闘争の時代を迎え、脅威度が高い警備事象が続いたために活躍の機会は乏しかった。
これらが一段落した1972年、警視庁は107名体制で婦人警官警備部隊を発足させたが、これは組織化されたものではなく、寄せ集め集団であった。その後、1977年4月26日には、これをもとに234名体制に増強して、中西道子警部の指揮下に、婦人警察官特別機動隊を発足させた。これは通常の特別機動隊と同様に男子機動隊に所属させるほか、また定期的に広報訓練など女性ならではの警備訓練を行うこととされていた。
婦人警察官特別機動隊は高齢者や障害者など社会的弱者のデモ活動に多く動員されており、市民から「親切でよかった」「孫の嫁には婦警さんを」などの投書が寄せられるなど、良好な結果を収めた。その後、福岡県警察や埼玉県警察など、他の警察本部でも同様の制度が相次いで設置されている。

#### 管区機動隊
上記の通り、都道府県警察相互の部隊応援のために設置された部隊であり、府県警察に設置されて、当該府県の治安維持に任ずるとともに、必要に応じて管区警察単位に連合・編成されて、第二次的に他の都道府県を応援する役割を帯びている。また管区に参加していない北海道警察でも、同様の性格をもつものとして、道警察警備隊が設置されている。
1996年に再編成が行われ、下記のような編成となった。
- 東北管区機動隊第一大隊
- 東北管区機動隊第二大隊
- 関東管区機動隊連隊
  - 関東管区機動隊第一大隊 - 神奈川県警
  - 関東管区機動隊第二大隊 - 神奈川県警・群馬県警
  - 関東管区機動隊第三大隊 - 千葉県警・茨城県警[65]
  - 関東管区機動隊第四大隊 - 埼玉県警
  - 関東管区機動隊第五大隊 - 新潟県警（2個中隊）・長野県警（1個中隊）[66]
  - 関東管区機動隊第六大隊 - 山梨県警・静岡県警[66]
- 中部管区機動隊連隊
  - 中部管区機動隊第一大隊 - 愛知県警
  - 中部管区機動隊第二大隊 - 愛知県警
  - 中部管区機動隊第三大隊 - 岐阜県警・富山県警
  - 中部管区機動隊第四大隊 - 石川県警・福井県警・三重県警　1996年新編[64]
- 近畿管区機動隊連隊
  - 近畿管区機動隊第一大隊
  - 近畿管区機動隊第二大隊
  - 近畿管区機動隊第三大隊
  - 近畿管区機動隊第四大隊
  - 近畿管区機動隊第五大隊
  - 近畿管区機動隊第六大隊
- 中国四国管区機動隊第一大隊 - 中国管区機動隊。
- 中国四国管区機動隊第二大隊 - 中国管区機動隊。 1996年新編[65]
- 中国四国管区機動隊第三大隊 - 四国管区機動隊。1996年の再編成により、4個中隊・8個小隊体制となった[64]。
- 九州管区機動隊連隊
  - 九州管区機動隊第一大隊
  - 九州管区機動隊第二大隊
  - 九州管区機動隊第三大隊

大隊本部においては、大隊長には警視が補職され、副官として警部、大隊長伝令および副官伝令、大隊記録として警部補が1人ずつ配される。各中隊は、中隊長（警部）のもと、伝令1名（巡査部長）および4個小隊から編成されており、定数67人。各小隊は、小隊長（警部補）のもと、伝令（巡査）および3個分隊（巡査部長1人および巡査3～4人）から編成される。
管区機動隊員は、普段は出動や訓練のしやすい形で重要な警察署や執行隊に配置されており、例えば神奈川県警では直轄警察隊に、愛知県警では21署に特別警戒隊として配置されている。また愛媛県警察のように、専務要員として機動隊に組み込まれている場合もある。在隊期間は通常2年であり、年に2回、管区警察学校において1ヶ月間の入校訓練が実施される。

## 機動隊に類似する部隊
千葉県警察成田国際空港警備隊
1978年（昭和53年）、新東京国際空港警備隊として発足。千葉県警察警備部に設置され、成田国際空港の警備にあたる。千葉県の警察官のほか、全国都道府県警察や皇宮警察本部からの出向者によって編制される。連隊編成。隊員数は約750人。
警備部参事官が兼務する空港警備隊長（警視正）指揮の下、総務室、警備室、6個の空港機動隊（大隊編成、隊長は警視）によって編制されている。爆発物処理班、銃器対策部隊、レンジャー部隊、NBCテロ対策部隊、機動救助隊、儀じょう隊などが置かれている。
警視庁東京国際空港テロ対処部隊
2014年（平成26年）4月発足。警視庁警備部警備第一課の附置機関で、東京国際空港（羽田空港）の警備にあたる。羽田空港の国際化・施設充実に伴い、2012年（平成24年）に第六機動隊に設置されていた空港警備中隊を母体としており、空港の常駐警備にあたっている。
警視庁総理大臣官邸警備隊
2002年（平成14年）4月1日発足。警視庁警備部警護課の附置機関で、総理大臣官邸の警備にあたる。隊員数は約100人。本部隊の発足以前は首相官邸の警備は所轄の警視庁麹町警察署が行っていたが、警備体制を強化するため、本部隊が創設された。隊長（警視）以下3個中隊編成。実態は警視庁機動隊の一部（特科車両隊を除く9つの各大隊が持ち回りで担当中隊を出している）。機関拳銃や化学防護装備などを保有する。
皇宮警察特別警備隊（特備隊）
皇宮警察本部の坂下、吹上、赤坂の各護衛署に勤務する皇宮護衛官で編成される機動隊。1個中隊（3個小隊）から成り、隊員は50人。隊長は皇宮警部で小隊長は皇宮警部補である。
皇宮警察本部警備部警備第二課に設置され、皇居内の警衛および特別警備隊内に儀仗隊を置き儀衛も実施している。外国大使・公使の儀衛の他、皇族の葬儀の際には正装して出棺の列の護衛を実施する。
通常業務と警備隊業務を兼務し、特別警備隊に入隊すると警視庁第一機動隊で警備実施訓練を受ける。機関拳銃も装備している。2022年4月4日、銃器や爆発物・NBC等のテロ対策の観点から専従部隊として再編された。
海上保安庁特別警備隊（特警隊）
海上保安庁が全国の主要海上保安部の警備実施等強化巡視船に配置している部隊。各都道府県警察の機動隊とも合同訓練を行なっている。所属管区に関係なく全国的に活動。海上テロなどの重大事案が発生した際は、特殊警備隊（SST）が到着するまでの間、初動措置を実施する。
特別警備隊は、港湾施設の警備や、海上デモ活動の規制等を主要な任務としている。どこかの港で大規模な海上デモが予定されている際は、全国の警備実施強化巡視船を集結させる。そして、特別警備隊が当該地区の小型巡視艇（PC型やCL型と呼ばれている）に乗り換えて、デモなどに対する警備実施を行なう。
1隻の警備実施強化巡視船につき、特別警備隊2個小隊が編成されている。
法務省 特別機動警備隊
平成31年4月1日、東京拘置所に常設された部隊。矯正施設内で発生する非常事態(暴動や逃走、身柄奪取やテロ)への対処に加え、大規模災害現場における人命救助なども担う。

## 過去に存在した機動隊

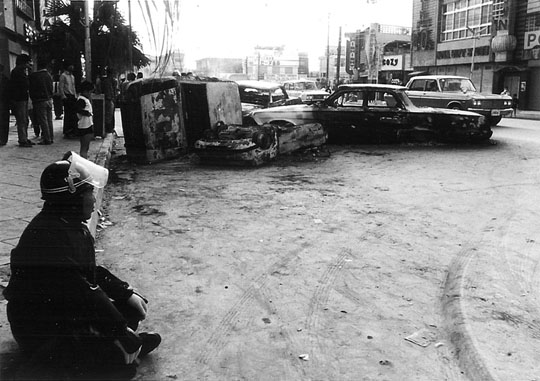
琉球警察機動隊員の装備

琉球警察機動隊
本土復帰前の沖縄でも、琉球警察本部に機動隊が設置されており、コザ暴動等の集団的事件の鎮圧や、本土復帰運動等の大衆運動の警備等に際して出動している。装備に関しては、日本政府の援助により本土の警察から輸入する等していたためもあって、遅くとも1960年代後期頃には本土の警察機動隊とほぼ同じ装備となっていたが、残されている写真等によると、警棒は本土の警察より長いものを使用していた模様である。1960年代以前の事件ではカービン銃を装備して出動した例もある。本土復帰後は、沖縄県警察本部機動隊となった。
鉄道公安機動隊
旧日本国有鉄道（国鉄）が設置した一種の警察組織である鉄道公安においても、警察の機動隊に相当する集団的警備組織として、鉄道公安機動隊が全国で5隊（東京・大阪・札幌・新潟・門司）編成・配備されており、争議行為や輸送妨害等に対する警備の他、お盆や年末等の多客時の駅業務への応援、事故・災害時の救援活動等を任務としていた。当時の写真によるとヘルメット・出動服等に関しては当時の警察機動隊に類似するものを装備していたが、盾を使用している写真は見られない。国鉄の分割民営化に際し、鉄道公安の任務は各都道府県警察の鉄道警察隊に承継されたものの、鉄道公安機動隊に相当する鉄道警察隊独自の機動隊は組織されていない。

## 装備

### 個人装備
正装
機動隊員も正装は一般の警察官と同様に制服を着用し、機動隊員章を着装する。機動隊員章はバッジ型（警視庁）や腕章型（埼玉県警察、大阪府警察）など、警察本部ごとに仕様が異なる。靴は革靴ではなく主に出動靴（安全靴構造のブーツ）を使用する。
機動隊員として特徴的な装備は次の通りである。
出動服
別名は乱闘服。紺色で綿製のものと防水難燃加工された綿ポリエステル混紡のものがある。安保闘争や大学紛争に火炎瓶が登場する1960年代以前は防水加工のみがされた化学繊維であったため、隊員が重度の火傷を負うというケースが頻発し、難燃加工が施された。通常任務ではコストが低く手入れの容易な綿ポリ混紡、火炎瓶等の脅威があるデモ警備では綿製を着ることが多い。通常は上衣を下衣の上に出して使用するが、防弾ベストなどを装着する際は上衣を下衣に入れる。そのため、上衣の下半分にはポケットが付いていない。左上腕部に旭日章のワッペン（西陣織で出来ている）が縫いつけてあることから、通称「ワッペン服」とも呼ばれる。階級章は右胸に付く（巡査から警部補までは小さい桜章で単数から四連、警部以上は大判で金・銀・赤などの、外輪が付くものもある桜章）。消防吏員や自衛官と異なり、個人ネームや個人を識別するものは付いていない。出動服の中には制服の長袖盛夏シャツを着用する。他の装備は新型に変更されたが、出動服は改定後も旧式と同型のものが引き続き使用されていた。
新型出動服
2018年に改定された。動きやすいようストレッチ性の高い素材を採用し、色は濃紺色となり、視認性を高めるため腕とももの部分に金色のラインと背中に「POLICE」の文字が入る。また、防護装備を服の上から装着するため、旧式よりもシェイプが細身となり常に上衣を下衣に入れる形になった。
出動靴
基本的に編上型の半長靴を履くことが多い。危険な任務の場合は鉄板の入った、いわゆる「安全靴」を使用する。両者とも「編上靴（へんじょうか）」「警備靴」と呼ばれている。自衛隊などの半長靴と違い、踝までを紐で締めるアンクルブーツ形状をしており、その上に直結された短ゲートルをすねに巻き付ける構造となっている。最近は容易に着脱出来るように、サイドにファスナー加工された新型も配給されるようになった。
この他に、中隊以上の隊長は指揮棒を、伝令は隊長の居場所の目印として日中は三角旗を、夜間は電気発光の“提灯”を持つ。

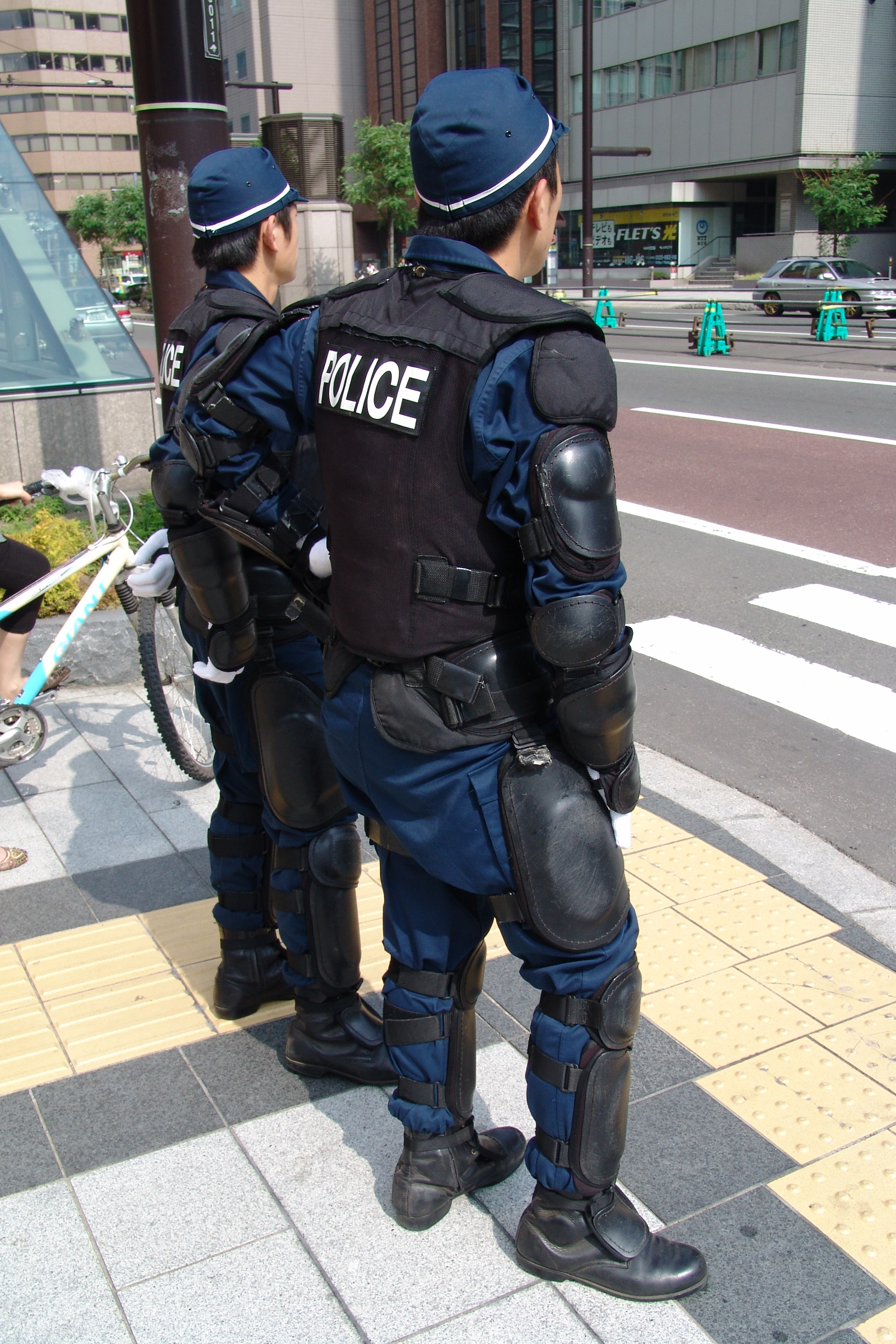
新型の防護装備

防護装備
旧式では、脛当・篭手・防護衣II型・前垂れ。ジュラルミンのプレートを入れて投石などから身を守る。
防弾性能なし。篭手は外側が皮革または合皮製。篭手と前垂れ以外は出動服の中に装備し、外側からは見えない。
新型では、臑当・篭手・防護ベスト（背中に「POLICE」と白抜きで入る）・太もも覆い。大幅に軽量化されている。臑当・篭手はポリカーボネート製。防護ベストはナイロン製ベストで前面にはステンレスプレートが入っている。このプレートは体に沿って湾曲しており、30口径程度までの防弾性能も持たせてある。
旧式は背面は方面機動隊では何も入っておらず無防備であったが、管区機動隊や本部機動隊では背面にもジュラルミンが入れられていた。新型では背面にポリカーボネートプレートが入っている。新型装備には裏側にウレタンクッションが張られており、打撃の衝撃を吸収するようになっている。旧式と違い出動服の上から装備する。脛当は各県警によって、マークやイラストがあり、北海道警察なら熊、茨城県警察ならバラのマークが描かれている。
近年は銃器対策部隊で採用された首、下腹部、上腕部を防護する小銃弾対応ボディアーマーも支給が進んでおり、銃器の使用を想定した対テロ訓練等で着用が確認されている。前面と背面には「POLICE」パッチを装着する。当初はSATで紺色のものが採用され、後に黒色にした同型を一般部隊で採用したという経緯がある。
マフラー
綿または絹製で、火炎瓶等で攻撃された際に可燃性液体が襟元から服の中に流入することを防ぐ。また、包帯代わりの役割がある。隊員がゲバ隊の火炎瓶によって大きな被害を受けていたため、旧日本軍の特別攻撃隊員が巻いていたマフラーにヒントを得た、時の警視総監・秦野章の提案で配備された。通常は白色（アイボリー色）だが、隊によっては独自に制定したシンボルカラーに染めているところもある。サイズ 39cm×1.5m（白バイ隊員用マフラーとは、素材も寸法も違う）。
ヘルメット
ポリカーボネート製。鉄兜（ヘルメットの呼称の一種）とも呼ばれる。旧式では青色で、顔面保護用のバイザーは外装、また取り外し可能な頚椎保護用の垂れが付いている。旧型の正式名称は「SB8型防護面付特殊警備用ヘルメット」。
新型では黒色で、バイザーは内装、また頚椎保護用の垂れが付いている。旧型・新型ともに防弾性能は基本的にはない。バイザーの厚さは旧・新ともに約2mm。
かつては階級を表示する周章があったが、あさま山荘事件では指揮官が周章で見分けられ狙撃された事を教訓に、後頭部にのみ階級線を入れるようになった。
階級章は通常のものと異なり、白線の数や太さで識別された簡略章が用いられる。この略章は一般警察官の乗車用略帽にも用いられている。
チタン製や鋼鉄製、ケブラー製の銃器対策用ヘルメットもある。国費購入の国産ヘルメットや各警察本部が独自に購入する海外製ヘルメット、自衛隊の66式鉄帽に防弾バイザーを取り付けたものなど多くの型が確認されている。バイザーの厚さは型によって異なるが、2～3cm前後のものが多い。
いずれの場合も直接ヘルメットを被ることはなく、略帽を着用しその上にヘルメットを被るよう規定されている。制服や活動服の際は活動帽をヘルメットの下に着用する。近年では銃器対策部隊等でバラグラバ（目出し帽）を着用することがあるが、帽子扱いとなるためこの場合略帽は着用しない。警視庁機動隊は、ヘルメットの右側面に部隊番号(1機から9機は1~9。特科車両隊は"特")が黄色で表記されている。
盾
機動隊の象徴的装備。打撃や飛来物・爆風に対する防護用だが、縁や角の部分による打撃用としても使用される。
旧型は超々ジュラルミン製。投石やゲバルト棒などによる攻撃を防ぐためのもので、防弾性能は基本的にない。このため、あさま山荘事件では犯人の用いたライフルの銃撃から隊員を守ることができず、盾を2枚重ねて使用した。しかし、それでも貫通したという記録が残っている。
上部には前方確認用の覗き窓があり、ポリカーボネート板が嵌められている。
ジュラルミン製の盾には大盾と小盾があり、小盾は隊付の伝令が、大盾はその他の隊員が装備する。色はジュラルミンの地色である銀色で、警視庁のみ灰色に塗装されたものが混在している。大盾のサイズは高さ110cmのものが現行型だが、70年代半ばまでは120cmのものが使用されていた。在日米軍や自衛隊にもジュラルミン大盾が配備されているが、旧型サイズの盾をベースに緑や黒に着色したものを使用している。現行型のジュラルミン盾と異なり、旧型のものは中央部に帯状のジュラルミン板が補強のために追加されている。2010年度の大阪湾対テロ訓練では制服警察官が旧型サイズの大盾を使用しているのが確認されるなど、現在も一部で使用されている。
爆発物処理班が使用する防爆盾や、銃器対策部隊の使用する銃眼のついたチタン製の対銃器盾なども存在する。
新型の盾はポリカーボネート製であり、従来のジュラルミン製に比べ軽量化されている。また、視認性を確保するため透明に作られている。ポリカーボネート製の盾は、2002年に開催された日韓ワールドカップの警備を契機として配備された。ワールドカップで訪れた外国人への配慮から「POLICE」と白文字でプリントされている。従来型の盾との大きな違いは、防弾性能があることであり、湾曲のある形状で衝撃を逃がすことにより貫通を防ぐ。防弾実験も公開しており、テレビ朝日ニュースステーション等で放送された。この放送ではトカレフ拳銃の7.62mm拳銃弾すら傷が付くだけで貫通しないことを示した。厚さは5mmと8mmがあり、防弾性能を有するのは8mmタイプである。当初は8mmタイプのみ配備されたが、後に通常警備用として軽量な5mmタイプも採用された。
また、2008年の長野市における北京オリンピック聖火リレー警備では、リレー走者の保護に小型の透明盾が使用された。
なお、管区機動隊が装備している盾は、盾の隅に各中隊のマークが入っている。
このほか、部隊単位の防護用装備として、防石ネットやバリケード等がある。
警棒・警杖
警棒は暴動鎮圧の際に使用される。警杖は乱闘が予想される場合には持ち込まない。
拳銃
基本的に、拳銃の装備は一般の外勤警官などと同様である。基本的に集団警備の際には一般隊員は拳銃を携行せず、緊急用に小隊長以上の幹部のみが携行する。ただし、あさま山荘事件のように、犯人が多数で強力な武器を使用している場合は、各隊員が銃を携帯することもある。例外として、千葉県警察成田国際空港警備隊は常に拳銃を装備している。
ガス筒発射器
暴動鎮圧の際に使用し、ガス筒（催涙ガス弾）を発射する。弾が群衆の中に上から飛び込むよう、打ち上げるのが正しい用法。直接照準（水平撃ち）したものが人に当たると、箇所によっては内臓破裂、眼球破裂、頭蓋骨陥没など重大な傷害を与える可能性があるため、水平撃ちは原則禁止されている。
警察での正式名称が「ガス銃」ではなく「ガス筒発射器」である理由は、名称を「銃」としてしまうと、使用に際して拳銃同様に法律上の様々な制約（銃刀法等）を受けることになるためである。
催涙ガス筒
“S型”
ガス弾の一種でSはスモークの略。催涙ガスを噴く（爆発・破裂はしない）タイプのもので化学合成ガスが封入されているが、三里塚闘争等の映像を見ると吹き出すまでに若干タイムラグがあるようで、投げ返され機動隊員がガスを浴びている姿も見られる。
“P型”
ガス弾の一種でPはパウダーの略。金属製の弾体の後ろにボール紙の筒が付いておりその中にカプサイシン系の粉末と若干の火薬が入っている。発射後数秒でボール紙部が破裂し粉末をまき散らす。投げ返される心配が無く、S弾より強烈であるが、効果範囲が狭く風向きによっては全く効果がない。
“手榴弾型”
手投げタイプのガス筒で、ボール紙製。P弾と同じように炸裂するが催涙ガスの量は少なく、もっぱら音と光で威嚇する（いわゆるスタングレネード）。手榴弾と同じようにピンを引き抜き投擲する。日韓ワールドカップ時、フーリガン対策訓練のニュース映像で投げている姿が確認される。海上保安庁においても、抵抗する容疑者に対して使用されている。
日本だけではなく各国で使われており、フィリピンの暴動の際のニュース映像では同タイプのものを暴徒側が投げている姿が見受けられた。この映像中では暴徒がズボンのポケットの中で暴発させていたが、火傷を負った程度であったので、火薬量は少ないものと見られる。
高圧放水器
製品名は「インパルス」。銃のような形状をしており、高圧で水の塊を発射し、暴徒を制圧する。放水車の機能を個人で携行できるようにしたもの。最大圧力では自動車のフロントガラスも粉砕する。また、中の水は真水だけではなく、催涙効果のある薬品が注入される場合もある。
機関拳銃
H&K社製MP5。フラッシュハイダーやマウントベース、Fタイプストックが標準装着されており、ダットサイトを使用する隊も多い。機動隊では銃器対策部隊や、銃器対策レンジャー部隊等が装備している。
狙撃銃
豊和工業製のボルトアクションライフル「M1500」に光学照準器（オプティカルスコープ）を装着したもの。主に銃器対策部隊が装備。
自動小銃
豊和工業製の自動小銃、64式小銃は警視庁及び大阪府警察の特殊部隊（SAT）が機動隊の所属であった際に、光学照準器を搭載した狙撃銃として装備していたとされている。また、89式小銃は警察庁作成の資料によれば警視庁他のSATに配備されている。
なお、機関拳銃と狙撃銃は、使用と取り扱いに特別な許可及び命令を必要とする「特殊銃」に指定されている。自動小銃に関しても、その性格上から特殊銃に指定されていると見られる。

### 警備車両

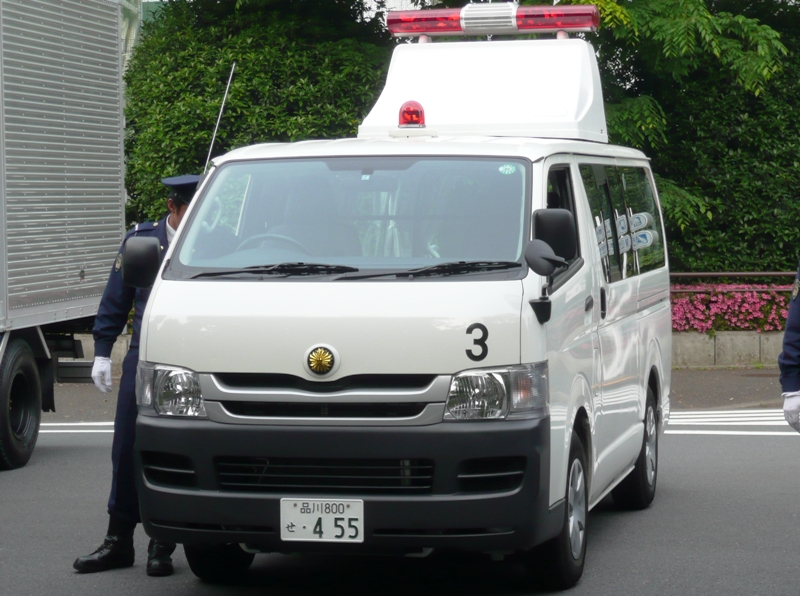
エリア検問車 トヨタ・ハイエース

警備車両は正式名称以外にも、都道府県警察ごとに異なった呼び方をされていることが多い（特に警視庁機動隊においては、同じ車両でも大隊毎に違う呼び方がされている場合もある）。車両塗色はかつて灰色だったが、1990年代中頃に配備された車両から“青地に白の太帯2本”に変更されている。ただし、警視庁の一部の車両は塗色が緑地に白帯で、特に救助関係の車両は白帯疾走する黒豹のマークが入っている。また諸外国の同種車両と異なり、大隊・中隊番号が表示されているのみで、所属警察本部の名前が入っていない。
人員輸送車
1個中隊レベルまでの人数の隊員を輸送するための車両で、バス・マイクロバス型。投げつけられる石や物をはね返すための金網が全ての窓に貼られている事から、一般人からは「護送車」と誤解される事が多い（本来の護送車は、車内からの逃走を阻止せねばならないことから、窓ガラスの内側に鉄格子があり、金網は装備されていない）。
常駐警備車（警備車兼輸送車）
輸送車に装甲を付した車両。主に拠点警備に用いられ、道路や施設の封鎖等にも用いられる。複数台を並べた際に車間をすり抜けられないように前後、もしくは左右に並べた際に隙間のできない構造になっている。放水装置を上部に設置したものもある。
かつてはルーフが半円形をしている車体形状（暴徒がよじ登って乗り越えるのを阻止するため）から“かまぼこ”の通称があった（新型の車両は角型の車体になっている）。
遊撃車
主に1個分隊が搭乗し、テロ、ゲリラ警戒を行う車両。最近の機動隊では頻繁に使用されている。車体の大きさ等によってI型からIV型までの各車種が存在している。
警備派出所が設置されていない重要防護施設での張り付き警戒等にも用いられる。従来は三菱・デリカスターワゴンがよく使用されていたが、近年はロングボディのワンボックス車（トヨタ・ハイエース、日産・キャラバン等）が使用されている。
現場指揮官車（指揮車）
主に四輪駆動車（トヨタ・ランドクルーザー）を使用する。屋根には拡声アンプに繋がったラウドスピーカー（部隊に指示を出し、デモ隊・群衆に警告をする）と、屋根の上に立って指揮をするための櫓（やぐら）型の指揮台が設置されている。
指揮台は折りたたみ式になっており、使用しない際や移動時には屋根上に畳まれている。窓ガラスや前照灯などは投石避けの金網で防護されているが、近年（2010年代以降）の新規調達車両には窓ガラス防護用の金網がないものが多い。
特型警備車
検挙対象が銃火器や爆発物を所持・使用してくることが想定される場合に用いられる防弾仕様の装甲車で、数車種が存在する。いずれも三菱重工業が製造しており、三菱ふそう・キャンター等をベースにしている。

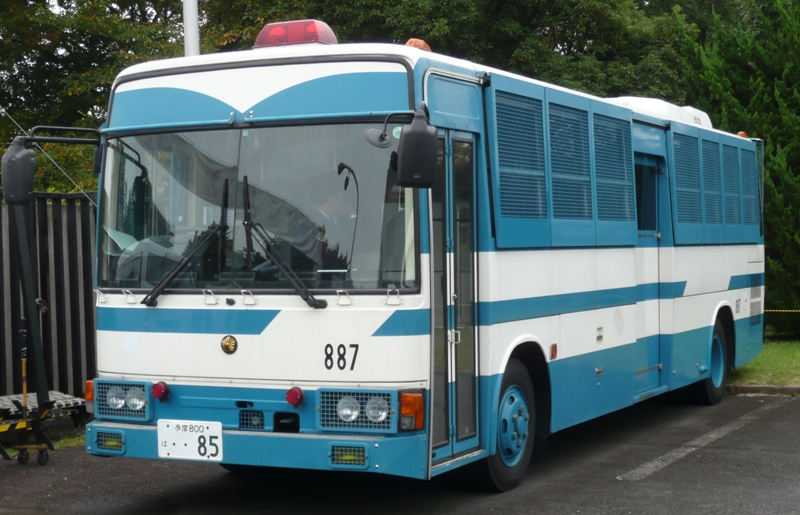
大型輸送車（警視庁） 三菱ふそう
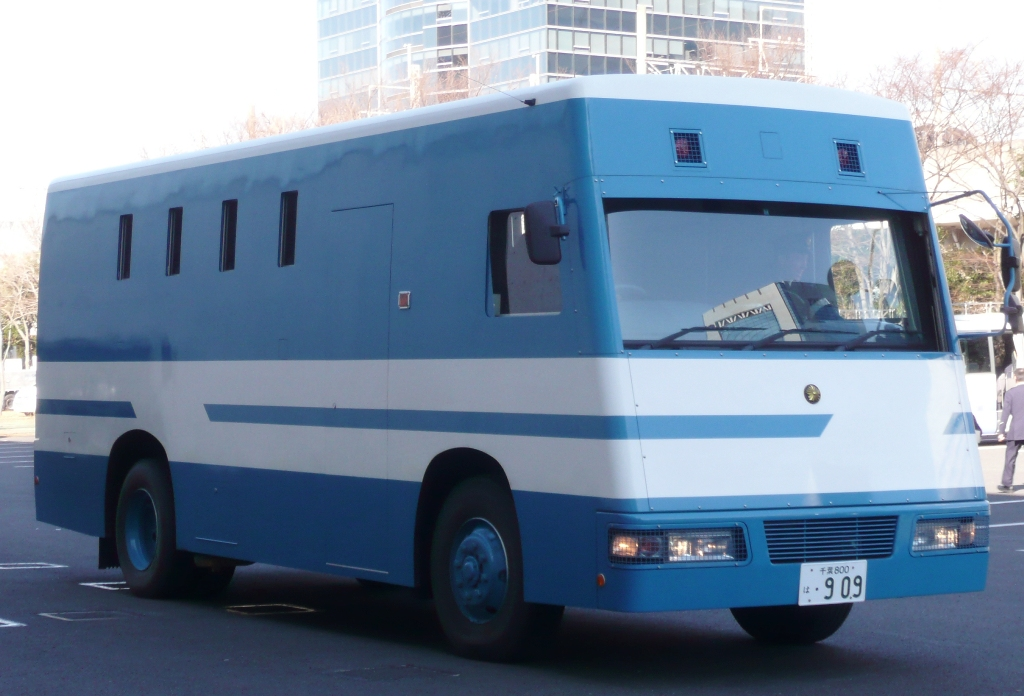
常駐警備車(新型) （千葉県警察） （ベース車は三菱ふそう・スーパーグレート）
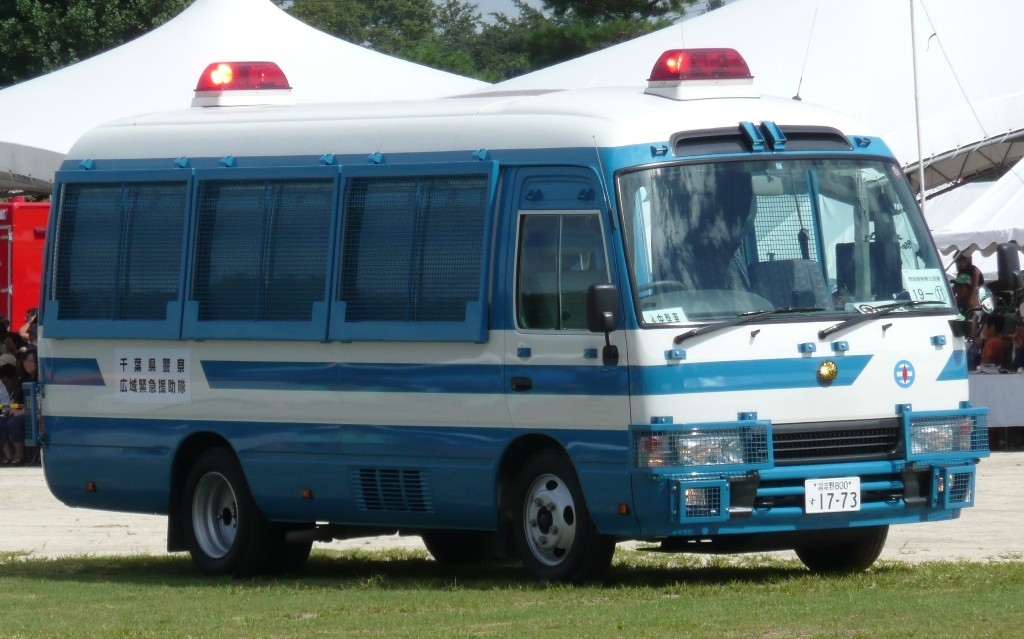
遊撃車II型（千葉県警察）
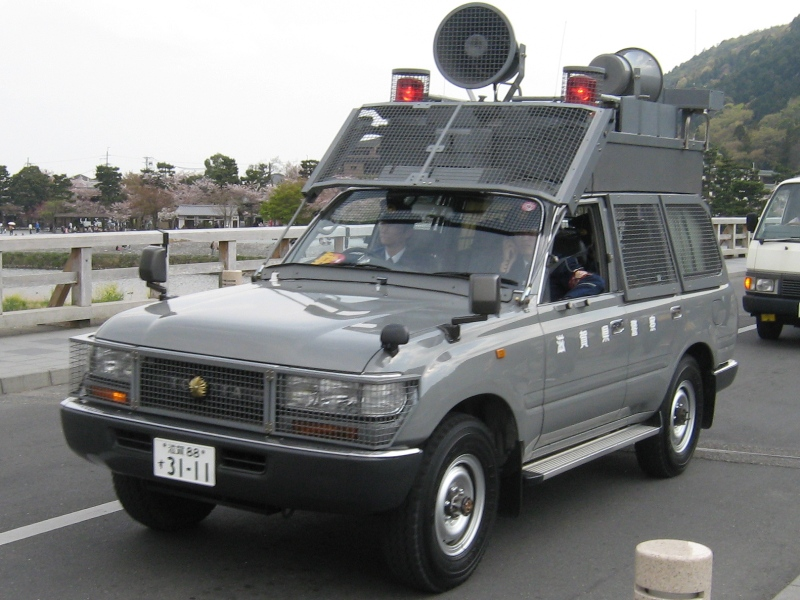
現場指揮官車(旧塗装) （滋賀県警察） トヨタ・ランドクルーザー80
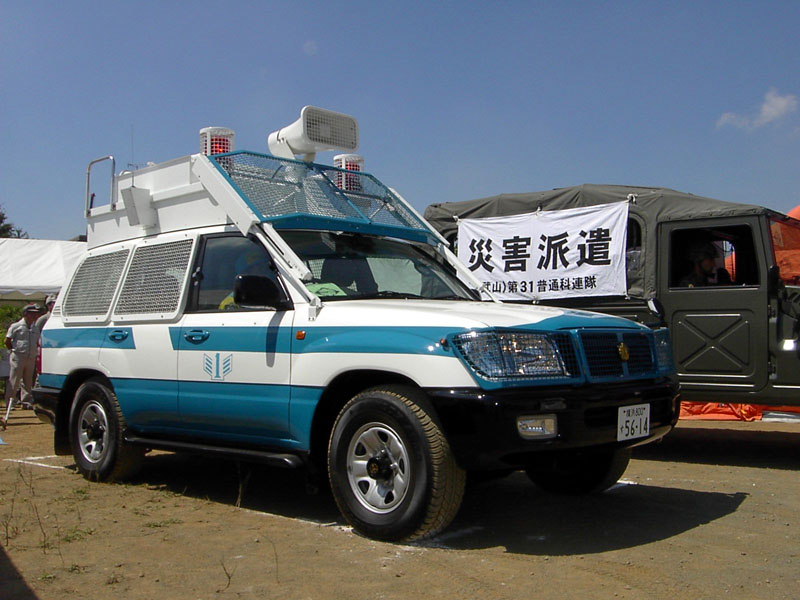
現場指揮官車(新塗装) （神奈川県警察） トヨタ・ランドクルーザー100
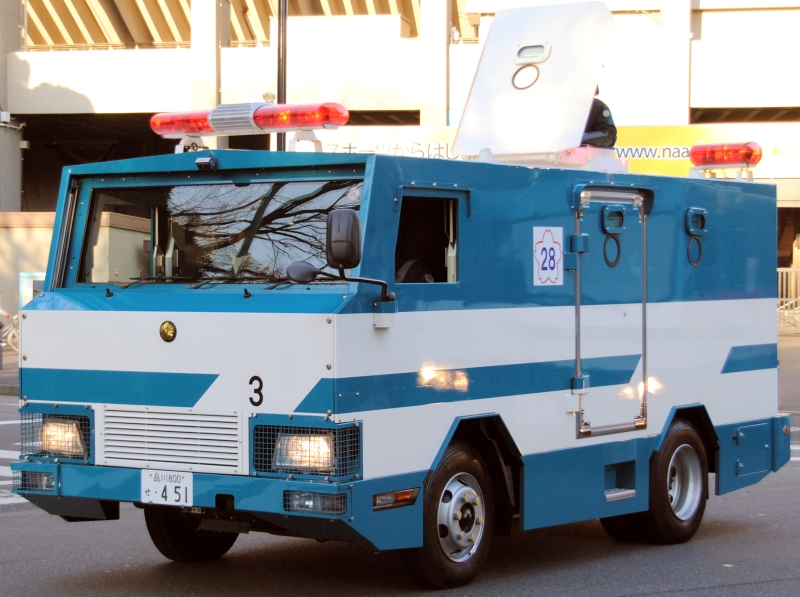
特型警備車 PV-2型（警視庁） （ベース車は三菱ふそう・キャンター）

放水車
高圧放水装置を搭載し、対象の行動を封じるための車両。火炎瓶等による火災を消火するためにも用いられる。
- 警備車兼放水車：警備兼輸送車の車体上部に放水装置を装備したもの。
- 遊撃放水車：局所警備の他に巡回警備や攻勢排除の際に用いられる、機動力の高い放水車。全体を装甲で覆っており、窓や回転灯は投石避けの金網で防護している。車体上部に放水装置を装備し、車体後部に水槽を装備している。
- 高所放水車：消防の屈折はしご車と同様のもの 。所有しているのは警視庁機動隊のみ。2010年の時点で車両の更新の予定がなく、いずれ姿を消すと報じられている。
- 高圧放水車：消防の大型ポンプ車と同様のもの。東日本大震災の福島第一原子力発電所事故においては、2011年3月17日に警視庁第一機動隊に配備されていた車両を警視庁の機動隊員等が運用して、使用済み核燃料プールに約44トンの水を放水した。当初、東京電力から放水車を貸して欲しいと要請を受けていた経緯があり、その後も2013年2月23日の時点で東京電力福島第一原子力発電所の自衛消防隊が運用しているのが確認できる。

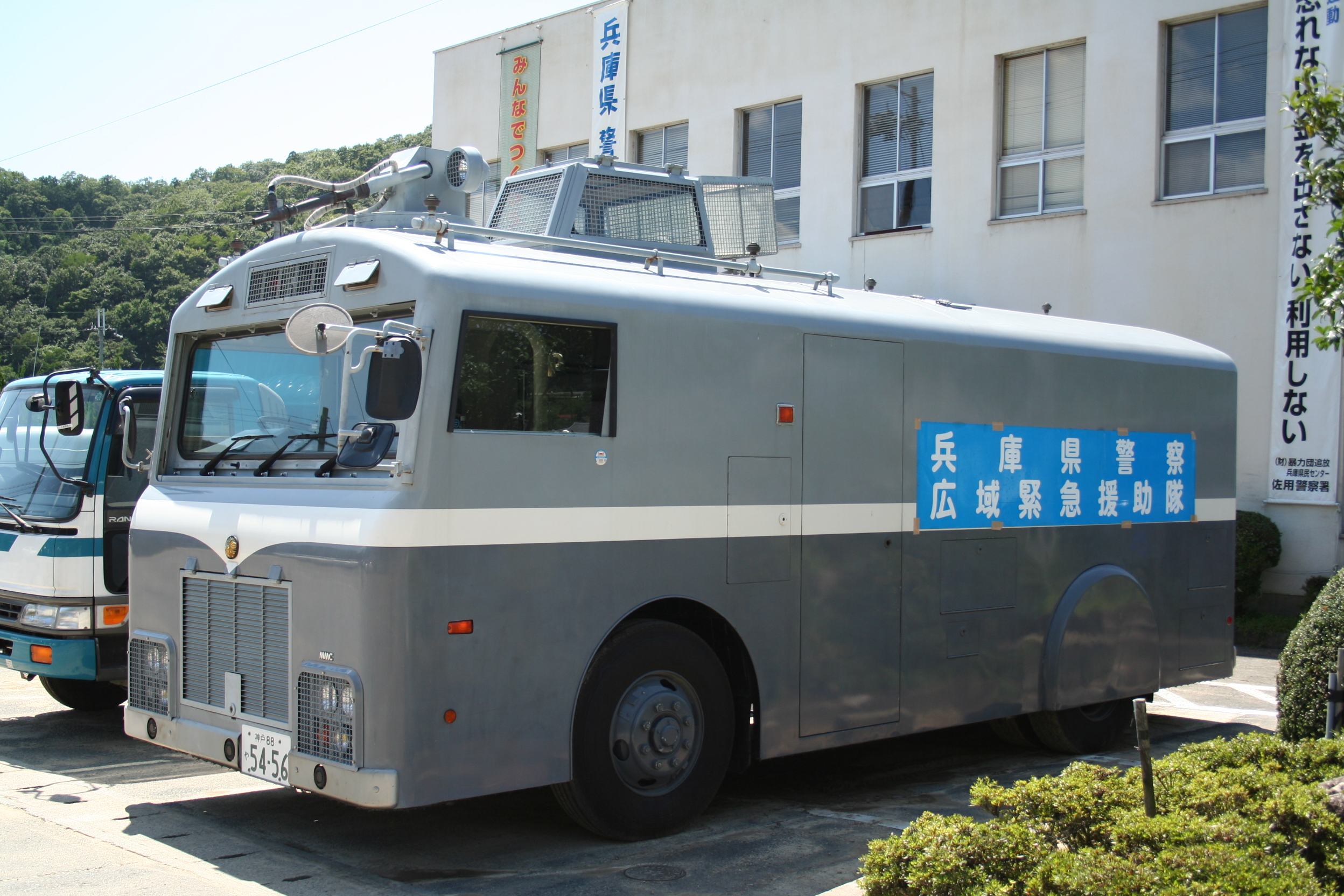
警備車兼放水車(旧塗装) （兵庫県警察）
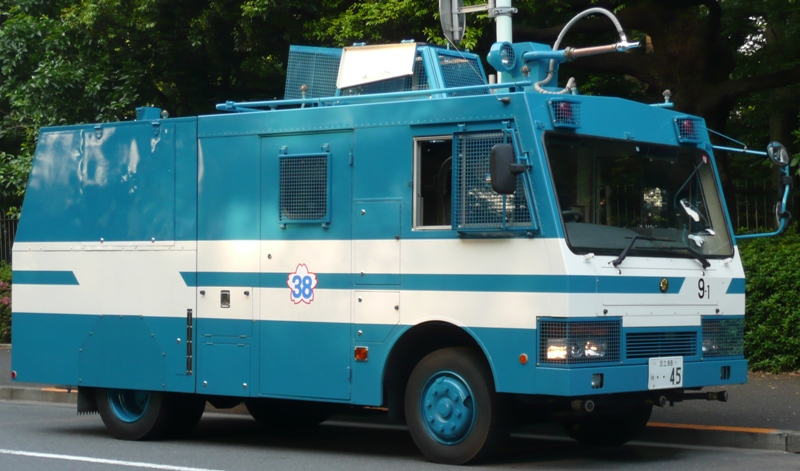
遊撃放水車（警視庁）
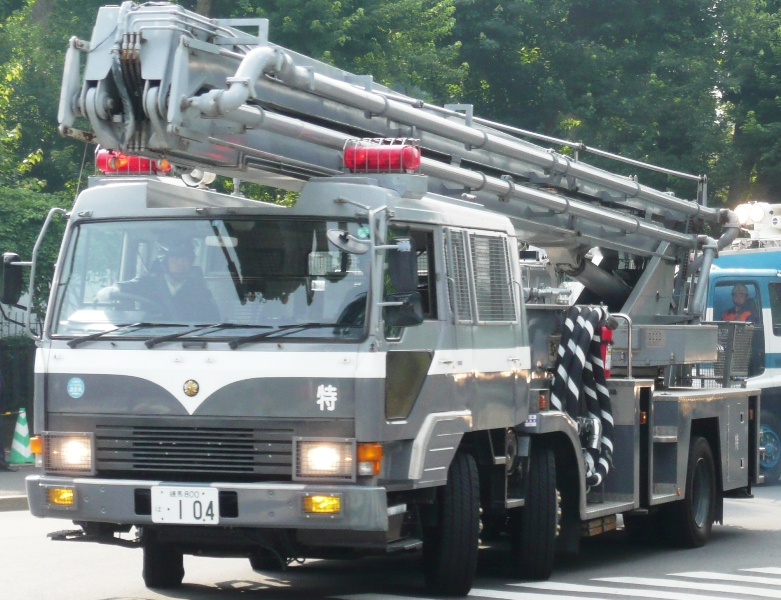
高所放水車(旧塗装) （警視庁）
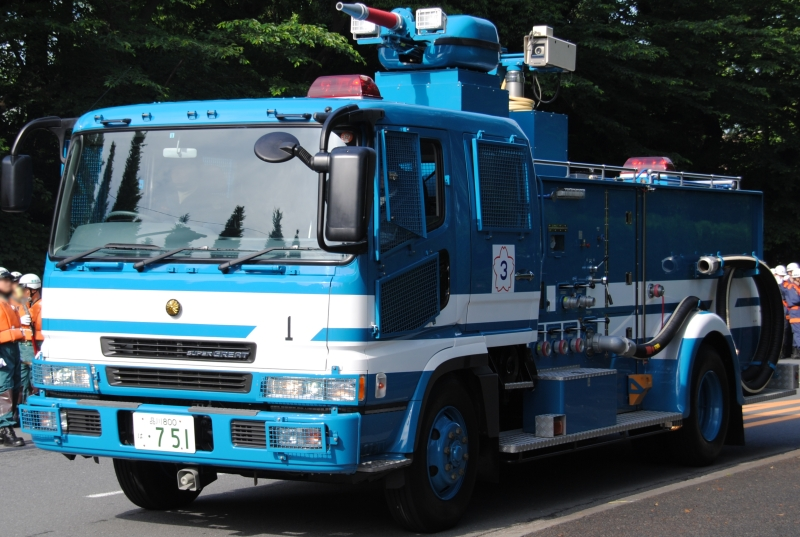
高圧放水車（警視庁）

放射線防護車
原発事故や原発テロの現場で活動するため、放射線に対する防護機能が施された車両。警視庁と福島県警察に配備されている。福島県警察は福島第一原子力発電所で運用し、警視庁は緊急時の全国派遣を想定している。
投光車
いわゆる照明車。夜間警備の際に使用する。2、3tクラスのトラック、ワンボックス車、トヨタ・ランドクルーザー、三菱・パジェロなどがベース。
レッカー車
普通の大型レッカー車。8tの2軸車がベースになっていることが多い。
多重無線車（移動指揮車）
大型輸送車と基本的な外見は同じだが、車内には警察無線機を多数搭載、上部に大型アンテナを複数装備する。主に現場における指揮本部として使用し、警備計画や応援要請に基づく移動指令、散開・集結・撤収指令を部隊に出す。外国でいうモービル・コマンドポスト。活動中は車内を覗かれないよう、灰色カーテンを全ての窓に巡らせている事が多い。警視庁機動捜査隊や公安機動捜査隊にも同様の車両がある。
トイレカー
小型トラック、中型トラックなどがベースでトイレを装備する。あさま山荘事件のような長期間の包囲作戦の時、隊員が利用するほか、警察行事で近くにトイレがない場合も使用される。
キッチンカー
マイクロバスがベースで調理設備を装備する。トイレカーと同じく、長期間の包囲作戦の時、隊員のために暖かな食事を提供する。
爆発物処理筒車
爆発物を筒（液体窒素入りで、これにより不審物は瞬時に凍結する。電気回路が使われていても作動を止められる。刑事ドラマに出て来るような、その場での起爆回路切り離しや解体等々は絶対にしない）の中に入れ、安全な場所で処理するために運搬する。万が一爆発しても車体は保護される構造になっている。
爆発物処理用具運搬車
爆発物処理用具（運転席前方に盾を装備し、アームを動かして爆発物をつかむ小型特殊車両）を運搬する通常のトラック。
高所対策車
工事現場等で使用する高所作業車がベースで、作業部が大きくなっている。
化学防護車
NBCを使用した犯罪、テロが発生した際に出動し、防護服や物質を計測するための機械などを装備している。関連車両として、除染剤を積んだ車両も存在する。NBCテロ対応専門部隊が存在する都道府県警察に配備。
騒音測定車
騒音計を装備している。街宣車などがスピーカーから流す、音楽やシュプレヒコールなどの騒音の値を測定する車両。旭日章は装備されず、赤色灯は脱着式の為覆面パトカー扱いとなり、一部警察では3ナンバーで登録されている。
採証車
- 小型採証車：暴動などの様子をビデオ撮影し、証拠となる映像を採集するための車両。ワンボックス車がベースで、折りたたみ式のやぐらと脱着式警光灯を装備する。また、旭日章は装備しないため覆面パトカー扱いとなる。
- 大型採証車：用途は小型採証車と同じだが、中型トラックベースで装甲で覆われており、特型警備車に準じた車両となっている。撮影は屋根に固定されたカメラで行う。

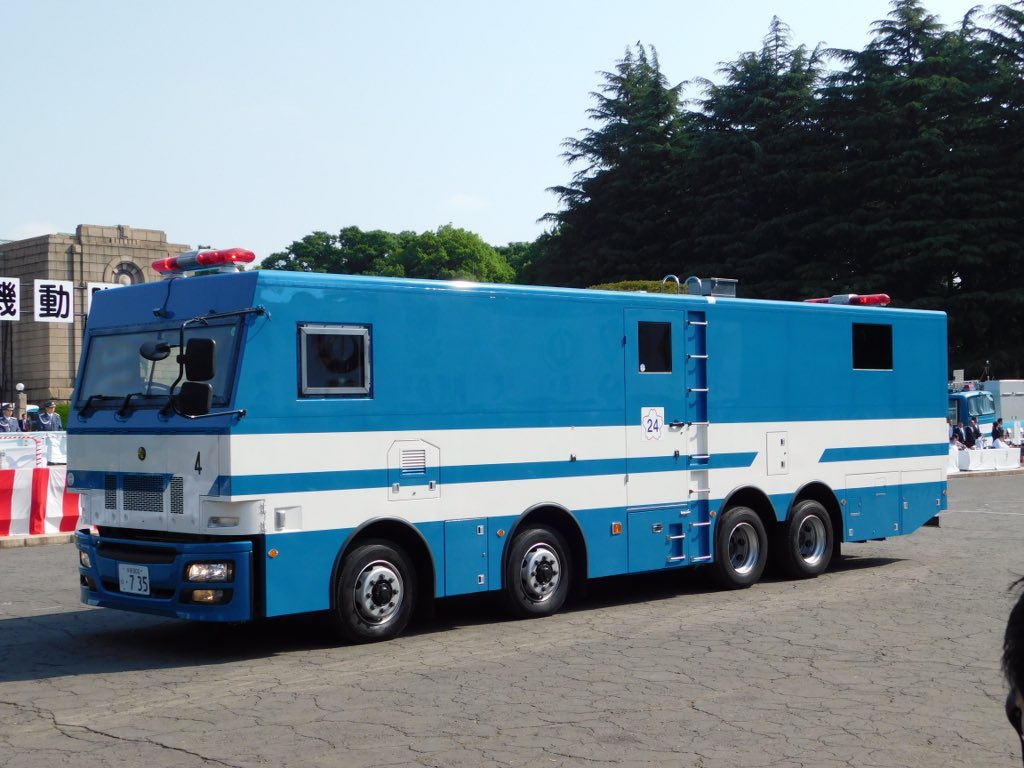
放射線防護車　三菱ふそう・スーパーグレード
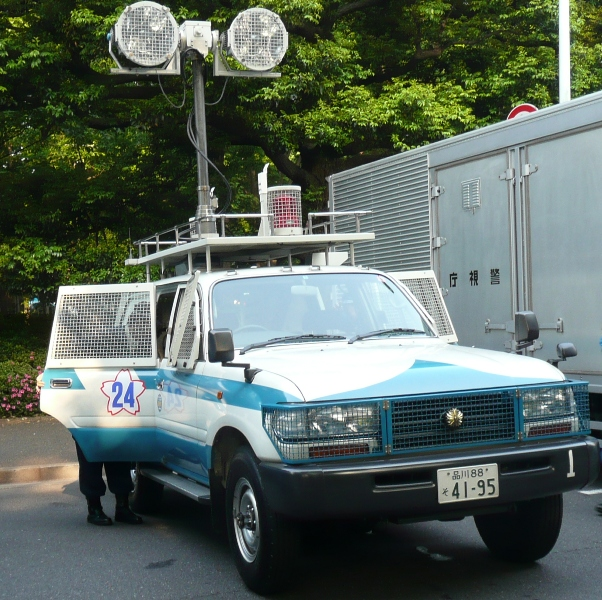
投光車 トヨタ・ランドクルーザー80
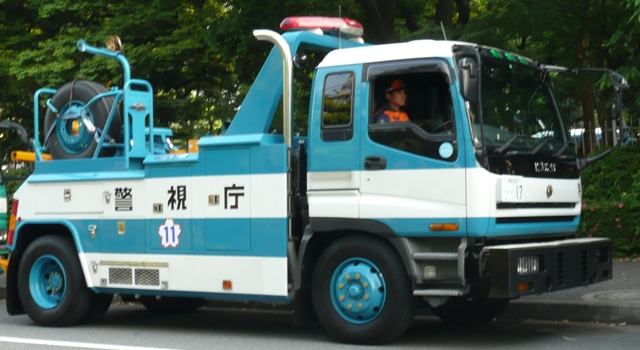
レッカー車 いすゞ・ギガ
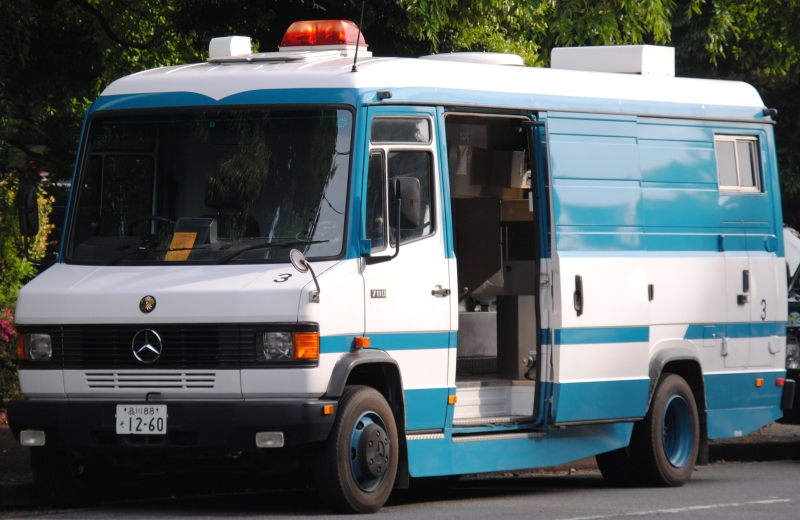
トイレカー メルセデス・ベンツ711D
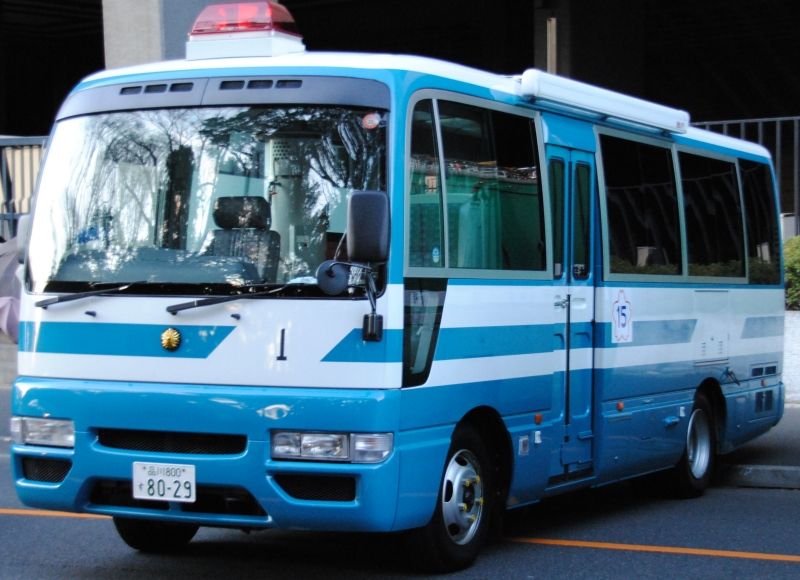
キッチンカー
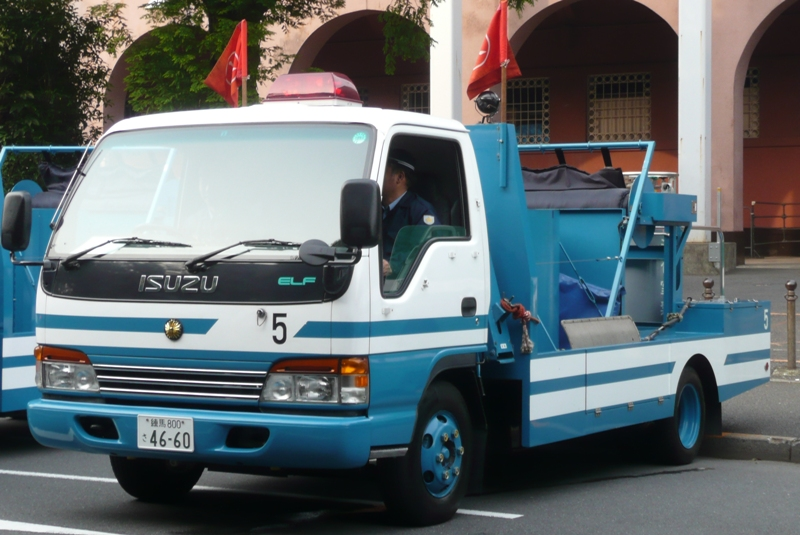
爆発物処理筒車 いすゞ・エルフ
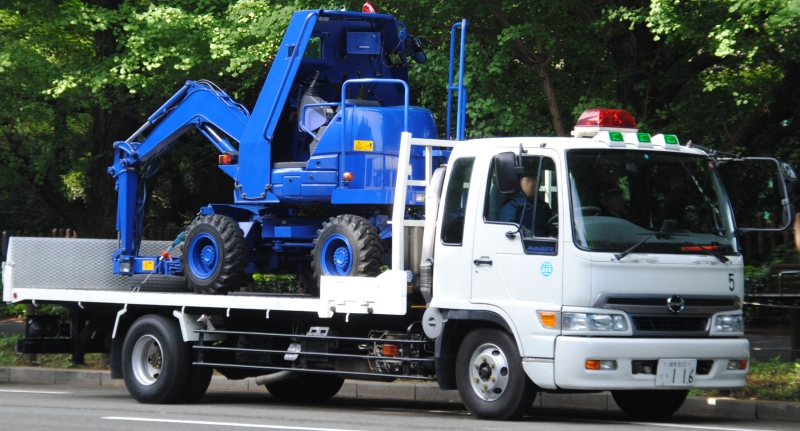
爆発物処理用具運搬車 日野・レンジャー
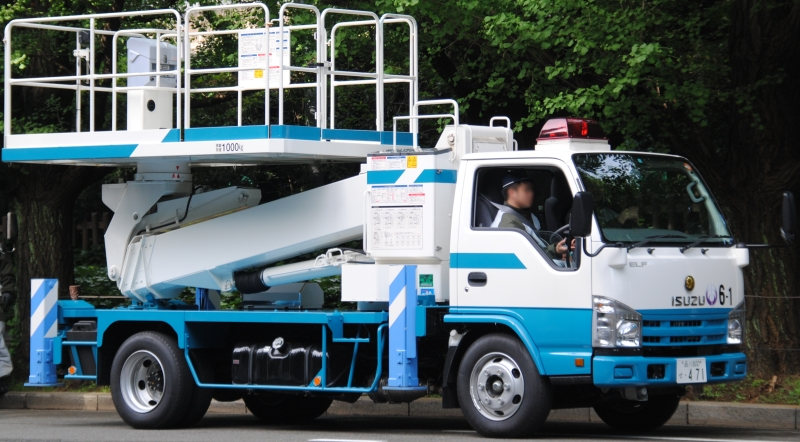
高所対策車
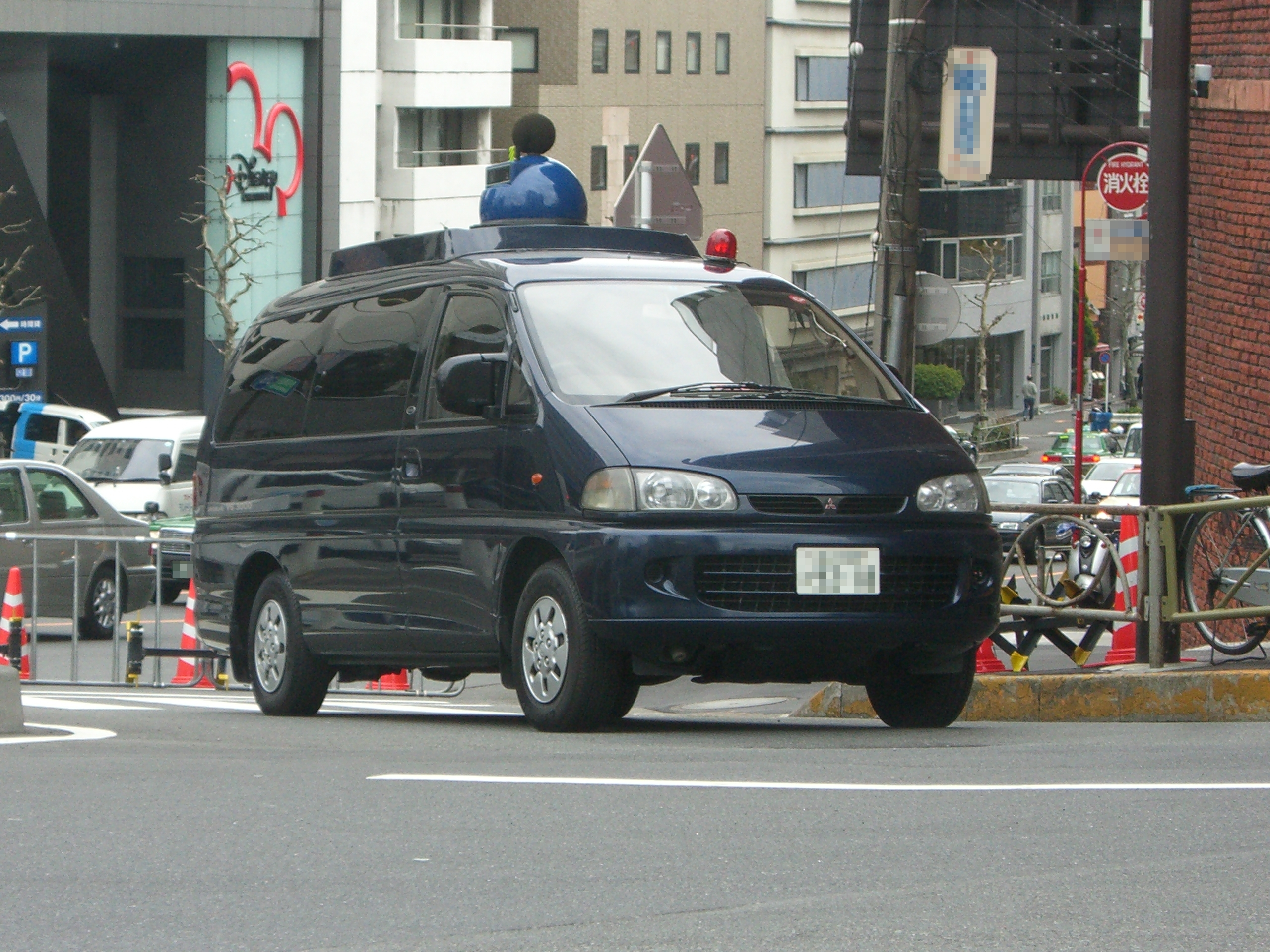
騒音測定車 三菱・デリカスペースギア
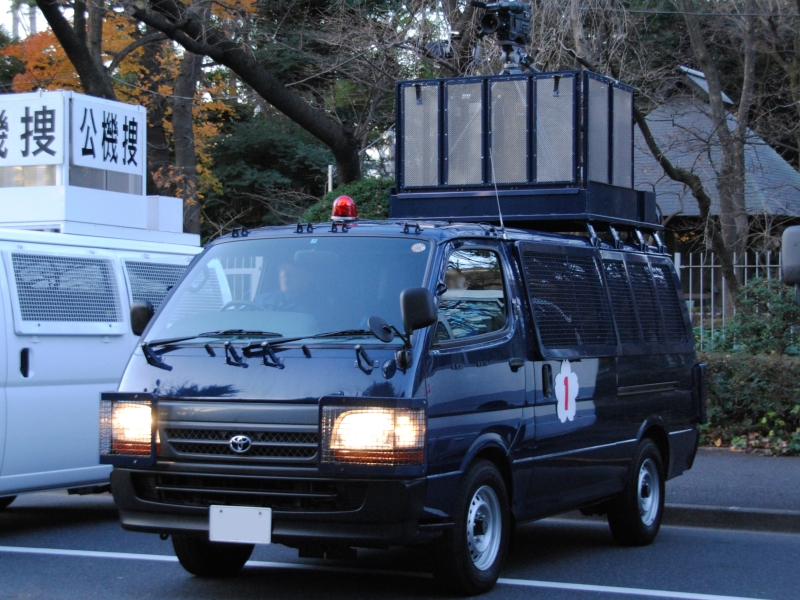
小型採証車 トヨタ・ハイエース
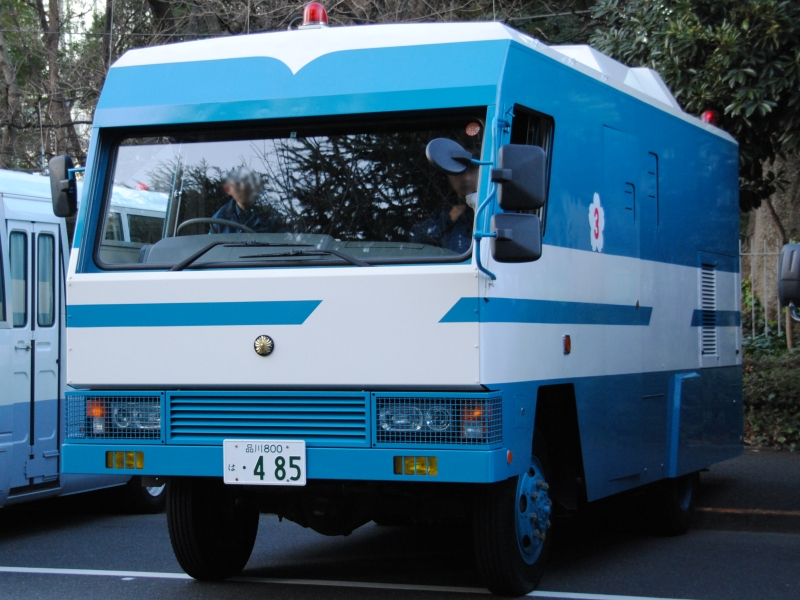
大型採証車

エリア警戒車
警視庁機動隊に配備されている覆面パトカー。
エリア検問車
重要防護施設周辺で検問を行うための車両。白のワンボックスに事故処理車と同様の電光掲示板が装備されている。
- エリア検問車
トヨタ・ハイエース

電源車
電源を供給するための中型トラック。
資材運搬車
資材を運搬するためのアルミバンタイプのトラック。基本的には普通の中型トラックに赤色灯と旭日章を装備したものだが、警視庁には小型トラックをベースにキャブを緑色に塗った車両も配備されている。また、覆面パトカー扱いの車両も存在する。
警察犬搬送車
警察犬を運搬するための車両。ワンボックスタイプとSUVタイプがある。
X線検査装置車
X線検査装置を搭載した車両。人体への照射ではなく爆発物の検知などを目的に用いられる。
広報車
ワンボックス車をベースにやぐらとスピーカーを装備した車両。用途は現場指揮官車に近いが、緑色で金網は装備されていない。
除染車
薬品で汚染された人を除染するための車両。

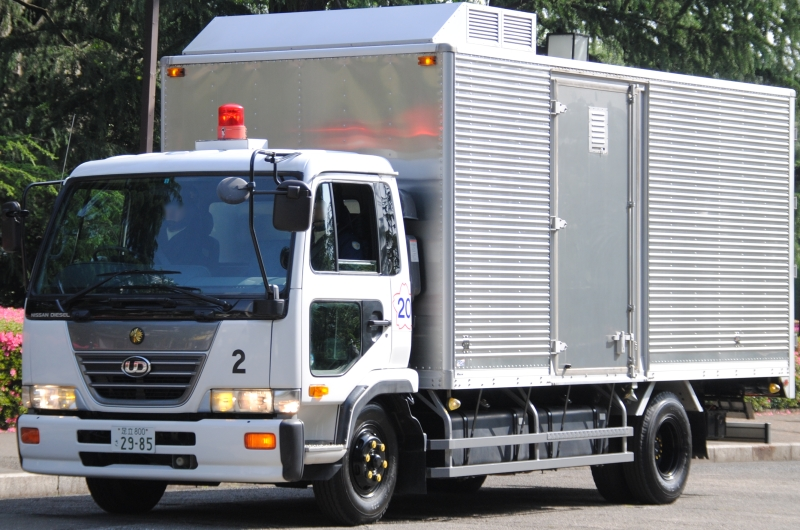
電源車 UD・コンドル
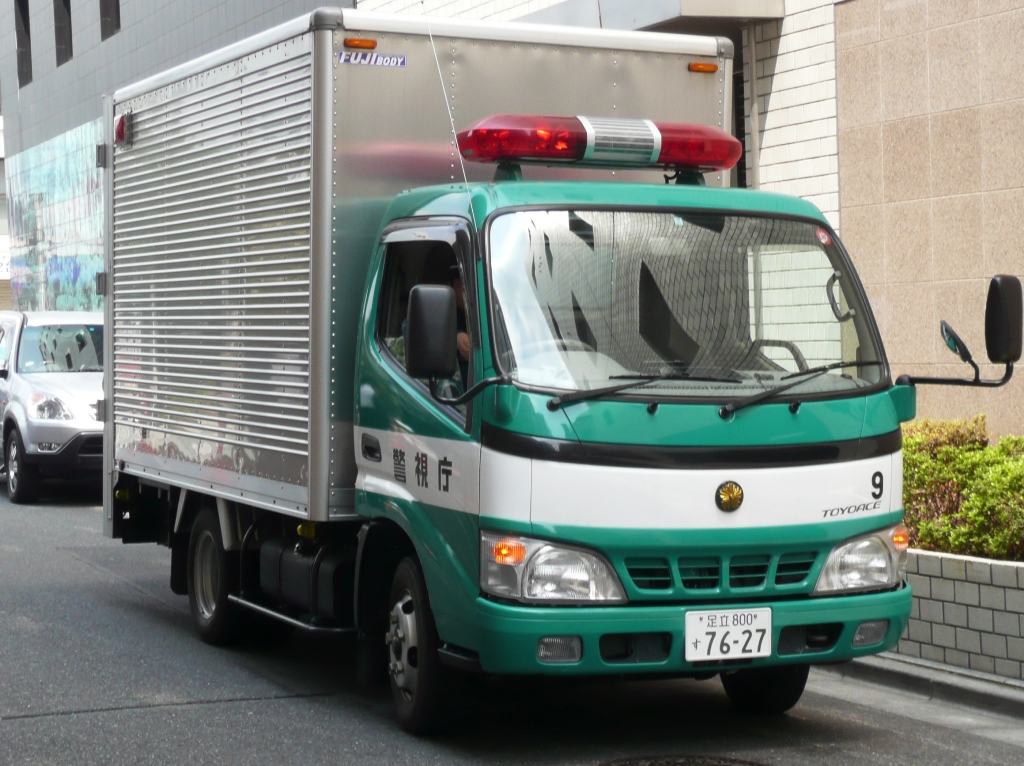
資材運搬車 トヨタ・トヨエース
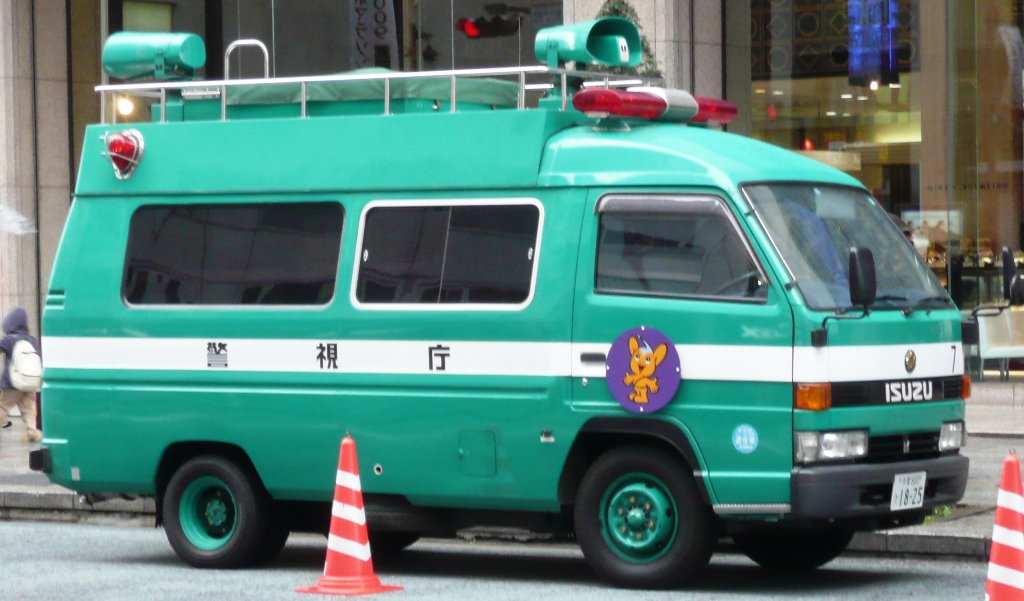
広報車 いすゞ・エルフルートバン

この他に、警視庁の機動隊は普通の警ら型パトカーも所有しており、連絡や隊員の移動用、要人警護の支援などに使用される。

### 災害警備車両

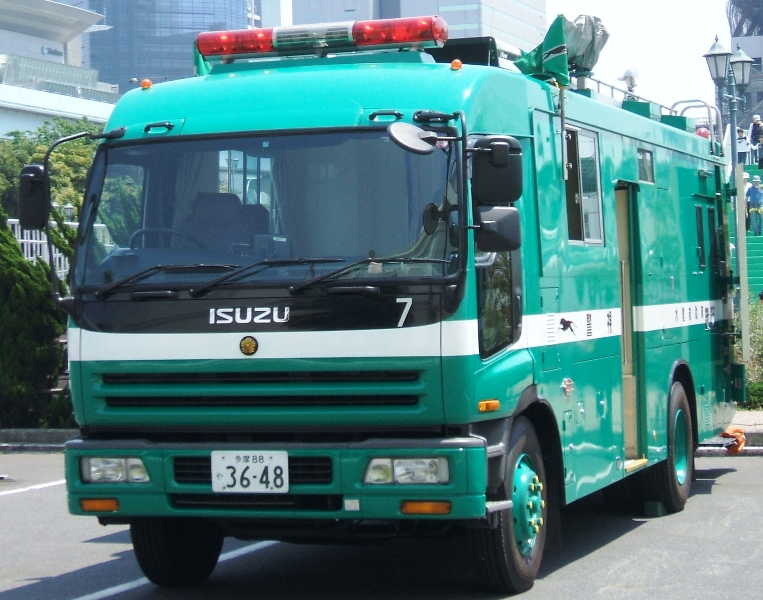
水難救助車（警視庁）
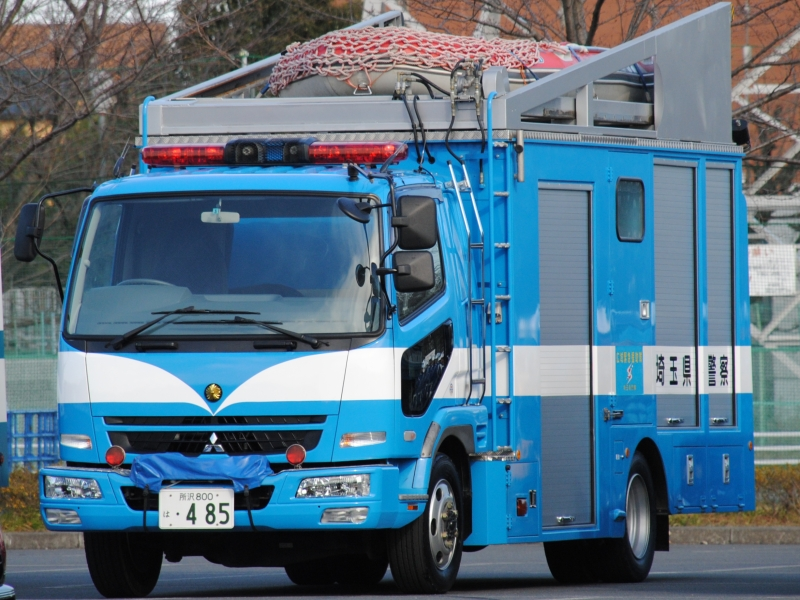
水難救助車（埼玉県警察）

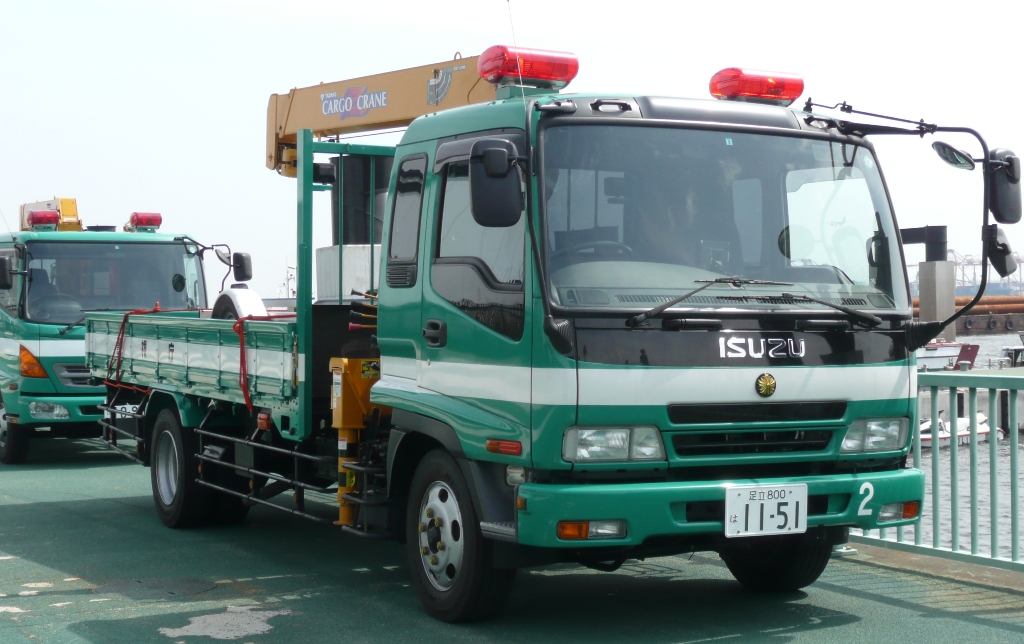
平ボディ
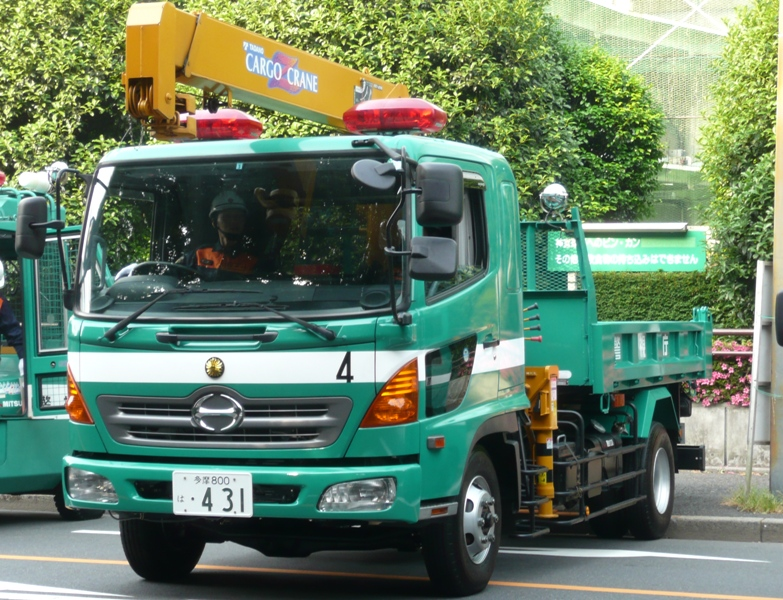
ダンプ

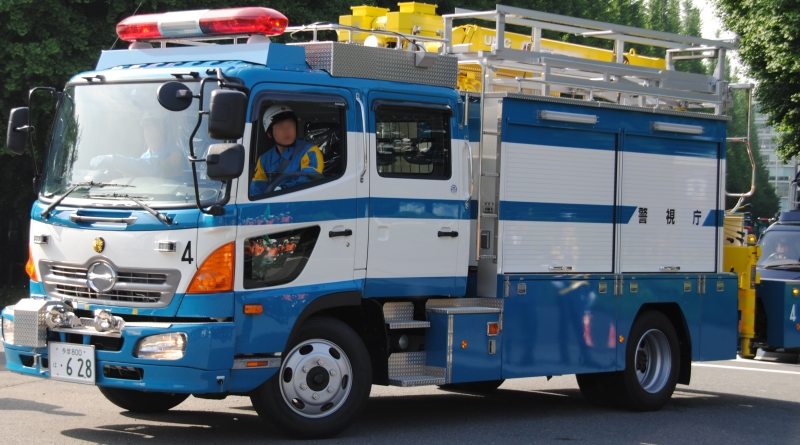
ダブルキャブタイプの車両 警視庁
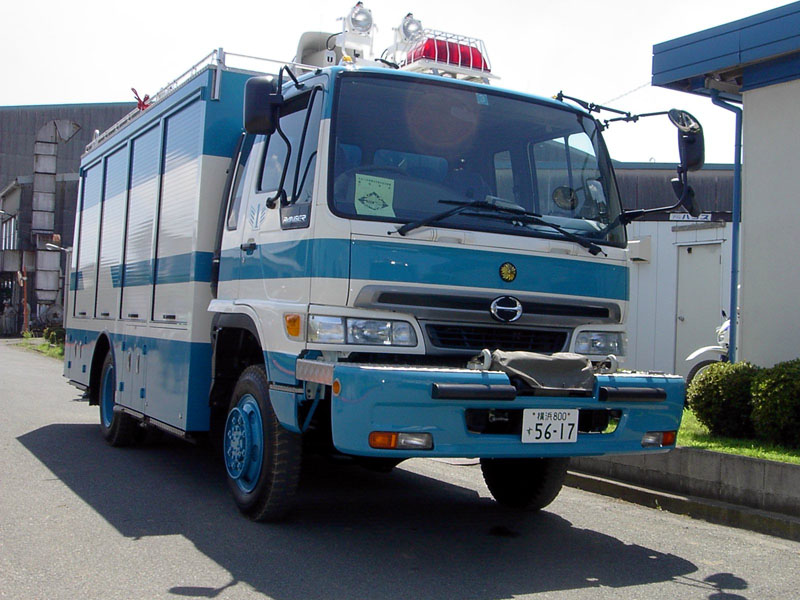
シングルキャブタイプの車両 神奈川県警察

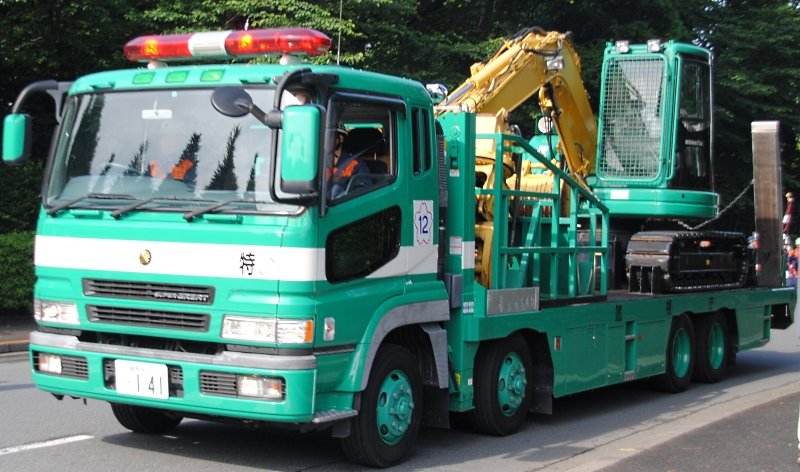
重機搬送車
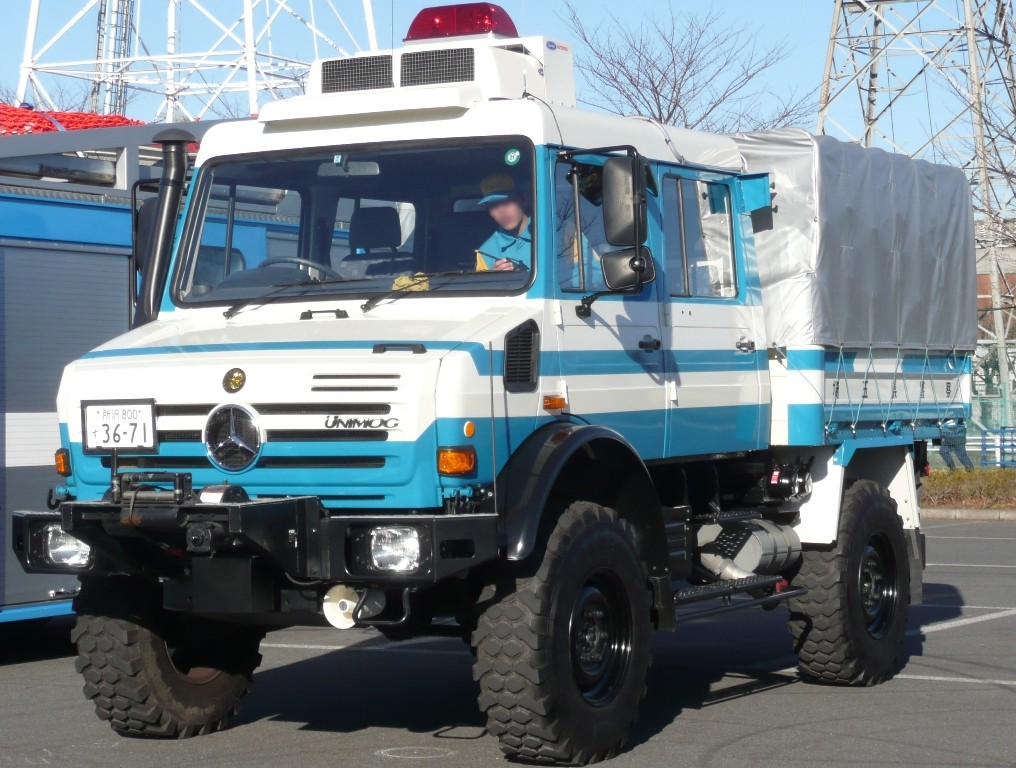
多目的災害活動車
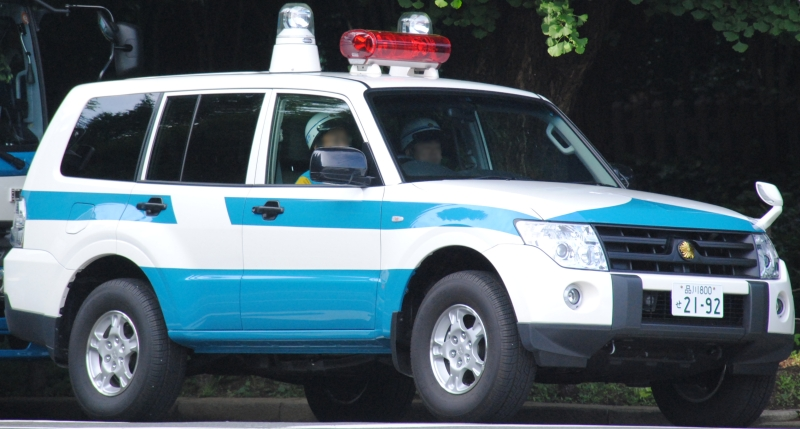
災害活動車

レスキュー車（機動救助車）
警視庁には消防が使用する救助工作車と同じボディーを使用したものや市販の2tや4tの4WDシャーシを使用したレスキューI型車（機動救助車）とマイクロバスをベースにした主に隊員を搬送するためのレスキューIII型車（人員輸送車）がありセットで出動する。 警視庁の車両は塗色が「緑地に“疾走する黒豹”の入った白帯」である点が特徴で、積載資器材は消防の救助工作車I型程度と少ない。さらに警視庁にはシングルキャブの災害用突発資機材搬送車が2台と特殊救助隊が運用するダブルキャブで後部にクレーンを装備した特型機動救助車が2台が配備されている。

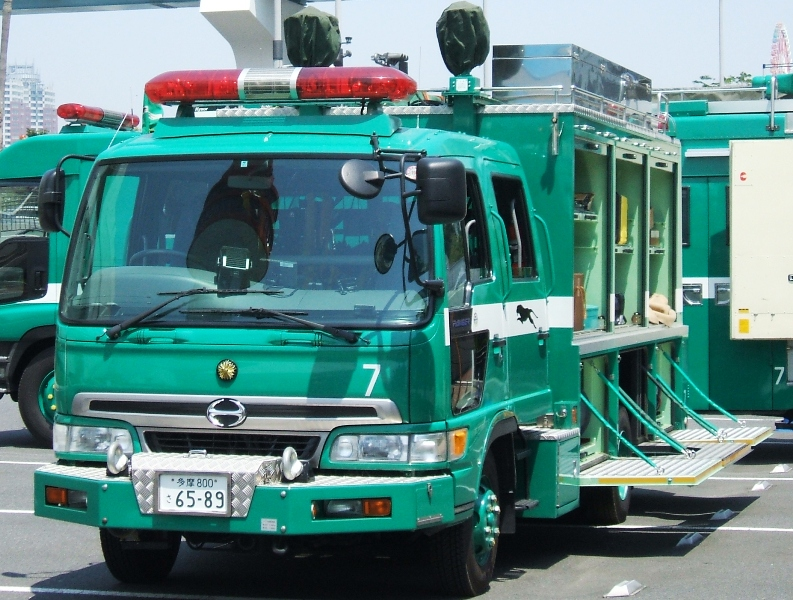
レスキュー車
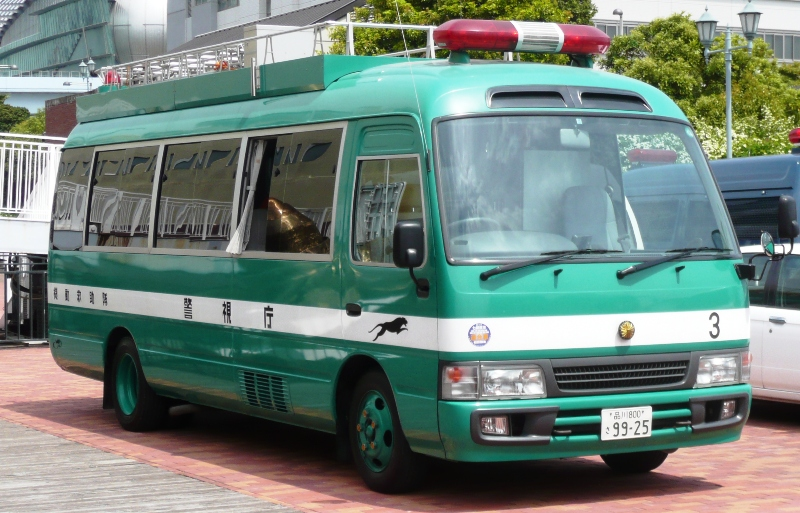
人員輸送車
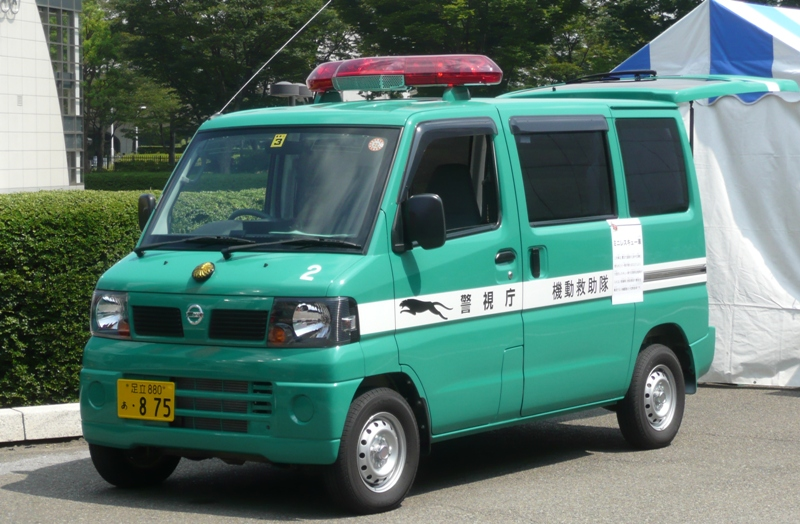
ミニレスキュー車

水難救助車
8tシャーシのトラックなどをベースにウェットスーツやゴムボートなど水難救助時に使用するあらゆる資材やシャワールームを装備した車両。警視庁や北海道警察など一部の警察のみに配備され、塗色も統一されていない。
- 水難救助車（警視庁）
- 水難救助車（埼玉県警察）

クレーン車
3軸の大型トラックがベース。
クレーンつき資材運搬車
平ボディタイプとダンプタイプがある。この車両は災害時だけでなく、普通の警備時の資材運搬にも使用される。覆面パトカー扱いの車両も存在する。
- 平ボディ
- ダンプ

ホイールローダー
普通のホイールローダー。緊急走行用に赤色灯・サイレンを装備。
フォークリフト
赤色灯・サイレンのほか、金網を装備している。
ショベルカー
装輪式のショベルカーや2tトラックの荷台に小型ショベルを載せたタイプがある。
重機搬送車
ホイールローダーやショベルカーを搬送する車両。4軸の大型トラックがベース。
給水車
大型水槽車。大規模災害時に給水活動を行う。
広域レスキュー車
大規模災害派遣時に使用されるレスキュー車。現在は更新に伴いダブルキャブで後部にクレーンを装備した消防の救助工作車と同じタイプの車両が全国に配備されているが、かつては4t、5tのシングルキャブ4WDシャーシでクレーン無しを使用（隊員は別の人員輸送車で派遣されるためダブルキャブの必要が無い）していた。消防は人員と資機材を救助工作車で同時に搬送するのに対し警察は一度に多くの人員を派遣するために人員と資機材を別々に搬送しており、ダブルキャブに移行した現在も人員輸送車とペアで派遣される。シングルキャブからダブルキャブに更新されたが、かつて運用していたシングルキャブも少数ながら配備されている。
- ダブルキャブタイプの車両
警視庁
- シングルキャブタイプの車両
神奈川県警察

多目的災害活動車
メルセデス・ベンツ製のウニモグを使用した車両。災害時の資材運搬などに使用される。広域緊急援助隊向けに近年導入されているダブルキャブのウニモグについては、「高性能救助車」と呼称されている場合がある。
高機動救助車
軍用高機動車両の民生用車種をベースとした走破性の高い車両。北海道警察がハマー・H1ベースの車両（後部にハイルーフキャビンを架装）を、岐阜県警察がトヨタ・メガクルーザーベースの車両（標準ボディ。ルーフキャリア装備）を保有している。なお、岐阜県警察ではこの車種を「災害活動用高性能機動力車」と呼称している。
災害活動車
災害時の指揮用車両として使用される。SUVがベース。
- 重機搬送車
- 多目的災害活動車
- 災害活動車

## 活動

### 術科
警察官の職務執行に必要な術技及び体育を「術科」という。各都道府県警察の術科の強化選手はそのほとんどが機動隊に所属している。

#### 必修科目
- 柔道又は剣道
- 逮捕術
- 拳銃

#### 術科特別訓練
術科特別訓練員（特練員）に指定されている隊員は柔道、剣道の全日本選手権や全国警察大会などの各種大会で上位入賞を狙うための代表選手になっている。柔道、剣道のチャンピオンや高段者を多く輩出している。

#### 武道小隊・武道専科
警視庁に設けられている制度。1963年（昭和38年）11月28日付通達第14号「機動隊武道小隊の編成および運営について」に基づき、常設の部隊として警視庁各機動隊に「武道小隊」が編成された。1966年（昭和41年）4月には、武道小隊から選抜する「武道専科」制度が設けられ、武道の指導者を養成している。

### クラブ活動
括弧内は発足年
- 警視庁第一機動隊：ハンドボール（昭和63年）、卓球（昭和42年）
- 警視庁第二機動隊：ボート（昭和45年）
- 警視庁第三機動隊：ラグビー（昭和37年）
- 警視庁第四機動隊：フェンシング（昭和45年）、近代五種（昭和41年）、野球（平成21年）
- 警視庁第五機動隊：サッカー（昭和43年）、空手道（平成4年）
- 警視庁第六機動隊：レスリング（昭和44年）
- 警視庁第七機動隊：バスケットボール（昭和48年）
- 警視庁第八機動隊：相撲（昭和45年）、ウエイトリフティング（昭和47年）
- 警視庁第九機動隊：アメリカンフットボール（昭和46年）
- 警視庁特科車両隊：バレーボール（昭和47年）
- 大阪府警察機動隊：ラグビー（昭和28年）、陸上（昭和25年）
- 埼玉県警察機動隊：ボート
- 広島県警察機動隊：サッカー

警視庁のバレーボール部（「警視庁フォートファイターズ」という愛称も制定されている）はチャレンジリーグに、アメリカンフットボール部「警視庁イーグルス」（第9機動隊に所属するので隊の愛称にちなみこのチーム名）はXリーグに所属して好成績を残している（アメフト部は長らく2部で冷や飯食らいだったが、2013年シーズンに1部へ昇格）。フェンシング部とレスリング部はオリンピック選手を輩出しているほどレベルが高い。野球部は野球経験がある警察官を集め編成。初代監督は、日大三高の投手として甲子園に出場した経験がある警部補が務める。採用試験の際、野球で実績がある受験者を優遇する措置も導入する方針。今後、野球部メンバーが出身校の野球部を訪れるなどして、選手のスカウティングにも力を入れるという。2011年3月9日、日本野球連盟（JABA）によりクラブチーム登録承認された。最終的には都市対抗野球への出場を目指している。
大阪府警察のラグビー部はトップウェストAリーグに所属。陸上部は全日本実業団対抗駅伝大会（ニューイヤー駅伝）出場の常連チームである。

### 著名な機動隊員
- 内村良一 - 剣道家。警視庁機動隊
- 栄花直輝 - 剣道家。北海道警察機動隊
- 高鍋進 - 剣道家。神奈川県警察機動隊
- 大城戸功 - 剣道家。愛媛県警察機動隊
- 木和田大起 - 剣道家。大阪府警察機動隊
- 寺本将司 - 剣道家。大阪府警察機動隊
- 千葉仁 - 剣道家。警視庁機動隊
- 原田悟 - 剣道家。警視庁機動隊
- 森島健男 - 剣道家。警視庁予備隊に所属し、血のメーデー事件に出動した。
- 若本規夫 - 声優。警視庁特別機動予備隊として新宿騒乱事件に出動した[56][57]。

### 活動史
- 1940年代

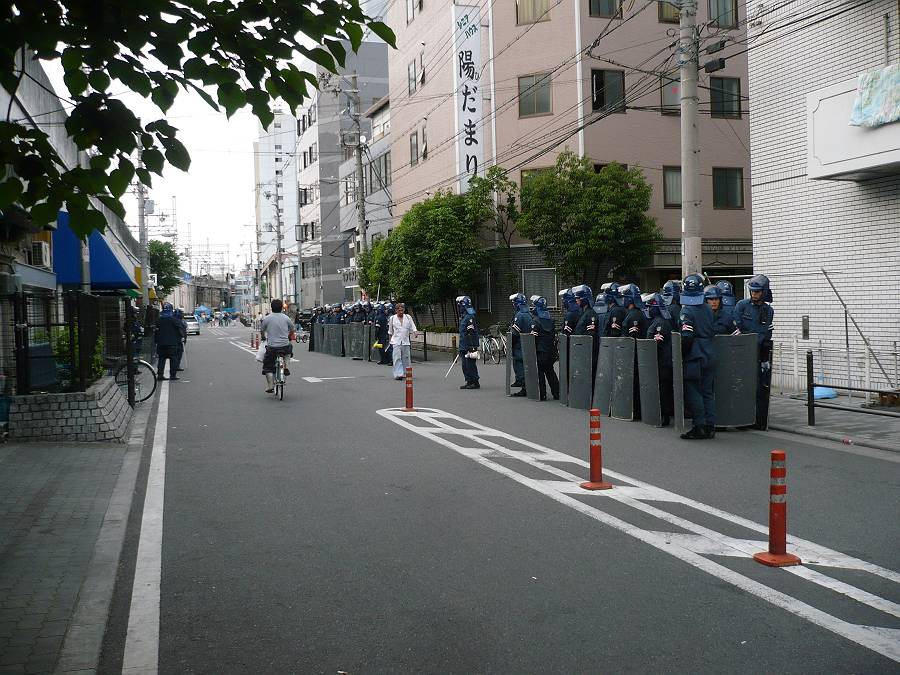
第24次西成暴動で出動した大阪府警察機動隊

  - 東宝争議（1948年（昭和23年）8月19日）：東宝で発生した労働争議に対処するため、警視庁予備隊（機動隊の前身）が初めて出動した。
- 1950年代
  - 血のメーデー事件（1952年（昭和27年）5月1日）：皇居前広場で発生した大規模な暴動に対処するため、警視庁予備隊が出動した。
  - 平和台事件（1952年（昭和27年）7月16日）：福岡県福岡市の平和台野球場において、プロ野球パシフィック・リーグ公式戦、西鉄ライオンズ対毎日オリオンズの試合が、毎日の露骨な遅延行為によってノーゲームとなったことに不満を持った西鉄ファンが暴徒化した事態に対処するため、福岡県警察及び隣県の機動隊員約300名が暴徒の鎮圧と選手及び球団関係者の救助、護衛に投入された。
  - 二重橋事件（1954年（昭和29年）1月2日）：皇居一般参賀の警備のために警視庁予備隊が出動したが、二重橋において参賀者の将棋倒しが発生し、16名が死亡した。この事件は雑踏警備を重視するきっかけとなった。
  - 伊勢湾台風（1959年（昭和34年）9月26日）：警視庁機動隊が応援派遣された。
  - 60年安保闘争
- 1960年代
  - 70年安保闘争
  - 羽田事件（1967年（昭和42年）10月-11月）：新左翼による佐藤栄作首相ベトナム訪問阻止暴動に対処するため、警視庁機動隊が出動した。投石により多数の隊員が負傷し、大盾が装備されるきっかけとなった。
  - 佐世保エンタープライズ寄港阻止闘争（1968年（昭和43年）1月15-21日）：アメリカ海軍の原子力空母エンタープライズの寄港に反対する新左翼暴動に対処するため、福岡県警察、熊本県警察、佐賀県警察、長崎県警察の機動隊が出動した。
  - 成田デモ事件（1968年（昭和43年）2月-3月）：成田空港問題をめぐり新左翼学生らと成田市街で衝突。
  - 日大紛争（1968年（昭和43年））：日本大学で発生した大学紛争において、警視庁機動隊員1名が殉職した。
  - 新宿騒乱（1968年（昭和43年）10月21日）：東京都新宿区で発生した新左翼暴動に対処するため、警視庁機動隊が出動した。
  - 東大安田講堂事件（1969年（昭和44年）1月16-19日）：加藤一郎東京大学総長代行の要請により、8000名以上の機動隊員が、東京大学安田講堂を占拠していた全学共闘会議学生らを排除して、学生ら633名を検挙した。
- 1970年代
  - 三島事件（1970年（昭和45年）11月25日）：陸上自衛隊市ヶ谷駐屯地に人質を取って立て篭もった楯の会会員を警視庁機動隊が検挙した。
  - コザ暴動（1970年（昭和45年）12月20日）：アメリカ統治下の沖縄コザ市で発生したアメリカ軍に対する暴動に対処するため、琉球警察機動隊が出動した。
  - 東峰十字路事件（1971年（昭和46年）9月16日）：成田空港予定地の代執行が行われた際に、千葉県へ応援派遣されていた神奈川県警察特別機動隊員3名が殉職した（成田空港問題）。
  - 沖縄ゼネスト（1971年（昭和46年）11月10日）：アメリカ統治下の沖縄浦添市で発生した沖縄返還協定に反対するゼネストにおいて、琉球警察機動隊員1名が殉職した。
  - 渋谷暴動事件（1971年（昭和46年）11月14日）：東京都渋谷区で発生した沖縄返還協定批准阻止闘争において、関東管区機動隊新潟中央小隊員1名が殉職した。
  - あさま山荘事件（1972年（昭和47年）2月19日）：長野県軽井沢町の山荘に人質を取って立て篭もった連合赤軍の検挙に際して、派遣されていた警視庁機動隊の、第二機動隊隊長と特科車両隊中隊隊長の幹部二名が狙撃され殉職した。
  - 米陸軍相模総合補給廠における反戦デモ警備（1972年（昭和47年）9月4日）：ベトナム戦争への武器・装備・弾薬等の搬出を阻止すべく、反戦デモ群衆が暴徒化し、暴徒約1500人が基地直近の相模原警察署前に集結。投石等により署の窓ガラスが破壊されたため、機動隊により鎮圧作戦が行われ、６人を公務執行妨害罪で逮捕した。
  - 上尾事件（1973年（昭和48年）3月13日）：埼玉県上尾市の国鉄高崎線上尾駅において、国鉄労働組合（国労）の展開した順法闘争によってダイヤが大きく乱れ、超満員状態の列車が足止めされていた駅構内で乗客が発生させた暴動に対処するため、埼玉県警察機動隊員約700名が出動した。
  - 首都圏国電暴動（1973年（昭和48年）4月24日）：国鉄労働組合（国労）の展開した順法闘争によってダイヤが大幅に乱れ、足止めされた乗客が首都圏各地の駅構内で発生させた同時多発暴動に対処するため、警視庁は機動隊の全力出動を発令した。
  - 創価学会本部襲撃事件（1974年（昭和49年）10月4日）：創価学会が主体となって、日蓮正宗総本山大石寺に建立された正本堂の位置付けと国立戒壇に対する考え方の違いをめぐって悪化していた創価学会と妙信講の対立から、妙信講青年部員ら70人が東京・信濃町の創価文化会館を襲撃。創価学会からの要請で機動隊が出動し、妙信講側の1人が負傷、12人が逮捕された。
  - 成田空港管制塔占拠事件（1978年（昭和53年）3月26日）：成田空港の管制塔を占拠した新左翼に対処するため、機動隊員が出動した。
- 1980年代
  - 山一抗争:一和会会長宅に突入した山口組と銃撃戦を行う[80]。
  - 10.20成田現地闘争（1985年（昭和60年）10月20日）：千葉県成田市の三里塚交差点で、極左集団と警視庁機動隊が衝突。241名を公務執行妨害等で現行犯逮捕した。成田空港反対運動終期の、大規模な反対派と警察部隊の衝突であった。
  - 昭和天皇大喪の礼（1989年（平成元年）2月24日）：全国から機動隊が警備のために派遣された。
- 1990年代
  - 明仁天皇即位の礼（1990年（平成2年））：全国から機動隊が警備のために派遣された。
  - 西成暴動（1990年（平成2年）10月2-7日）：日頃の警察の態度と、抗議時の警察の対応に憤慨した労働者達が大阪府警察機動隊と衝突。多数の検挙者を出した。
  - 阪神・淡路大震災（1995年（平成7年）1月17日発生）：全国から機動隊が被災者の捜索・救助などのために派遣された。救助技術や装備の不足により救助活動が難航した体験が、広域緊急援助隊創設のきっかけとなった。
  - 地下鉄サリン事件（1995年（平成7年）3月20日）：警視庁機動隊が救助活動や除染活動を行った。
  - オウム真理教強制捜査の警備（1995年（平成7年）3月22日）：山梨県上九一色村の、教団施設サティアンへの強制捜査では、防毒マスクが用意された。
  - 全日空857便ハイジャック事件（1995年（平成7年）6月21日）：北海道警察機動隊が突入し犯人を逮捕した。
- 2000年代
  - サッカー・ワールドカップ警備（2002年（平成14年））：フーリガンの暴動の予防。
  - 西成暴動（2008年（平成20年）6月13-18日）：西成警察署において取調べを受けた労働者が、警察官に暴力を受けたと主張した。西成警察署は否定したが、これが発端となり労働者達と大阪府警察機動隊が衝突。放水車も出動し18名を逮捕したが、警察官も18名が負傷した。
- 2010年代
  - 東日本大震災（2011年（平成23年）3月11日発生）：全国から機動隊が被災者の捜索・救助・交通整理などのために派遣された。
  - 2014 FIFAワールドカップ・アジア予選後の渋谷駅前雑踏警備（2013年（平成25年）6月4日）：警視庁第九機動隊巡査のユーモアを交えた呼びかけが「DJポリス」と称賛され、有名になった。雑踏警備の功績としては初めて警視総監賞が授与された。
  - 2015年トルコ総選挙在外投票での乱闘（2015年（平成27年）10月25日）：在外投票が行われていた駐日本トルコ大使館前において、トルコ人とトルコ国籍を持つクルド人の間で乱闘が発生。警視庁機動隊が投入され事態の収束に当たり、在外投票終了まで大使館周辺の警備を行った。
  - 高江ヘリパッド問題（2016年（平成28年）7月18日）：アメリカ海兵隊北部訓練場のヘリパッド移設に反対し道路や出入り口を不法に占拠する人々を排除するため、警視庁を初め全国から機動隊が派遣され排除に当たった。
- 2020年代
  - 2022年1月27日深夜から1月28日未明にかけ沖縄県警察沖縄警察署の男性巡査が起こした警棒による高校生に対する失明事件に絡み、若者約400人が同署の前に集まったうえ、その一部が暴徒化した[81]。したがって、同県機動隊が出動し対処にあたった[82]。

#### 被害
1989年の警察白書によれば、大盾導入など装備強化が図られた1968年以降だけでも、警備実施に伴う警察官の殉職者は11名、負傷者は後遺症の残った者も含め、約2万名に上っている。

### 現状
今日では警察署や交番からの要請でパトロールや交通取り締まりに駆り出されることも多くなっている。服装は通常の活動服なので、交番勤務員か機動隊員かは見分けがつかないことが多い。道案内を乞うても対応が出来ない街頭警戒の警察官は所轄署員ではなく機動隊からの応援要員である可能性が高いという。ただし、制服の襟に桜を象った金色のバッジをつけ、足は短靴ではなくブーツ風の安全靴を履いている他、地域によっては丸に「機」の文字（警視庁では「二機」「四機」など）の入った腕章をはめており、また携帯しているトランシーバーが交番勤務者に比べて大きい（「部隊活動系」と呼ばれる特別な物を使用している）ので近寄れば容易に識別できることもある。
また機動隊を、遊撃捜査活動やパトカーによる機動警察活動等の多角的な運用に使用している都道府県警察が増えている。2003年の読売新聞特集「治安再生-揺らぐ警察組織」によれば、新人警察官の刑事志望者が減る中でも、災害救助や繁華街の雑踏警備など様々な現場を体験している機動隊員は、その7割が刑事警察官を希望するようになるという。
警察学校を卒業して1年から3年程度で機動隊に転勤する例が多いため、現場の警察署に若手警察官がいなくなってしまうという現象が起きている。特に交番では、警察学校を出たばかりの、仕事をよく知らない新人と、経験はあるが、体力に問題のある中高年ばかり、という組み合わせが多い。また、せっかく仕事を覚え始めた頃に機動隊に転勤になって現場を数年間離れてしまうことから、機動隊を除隊する頃には仕事を忘れてしまい、また一からやり直し、となってしまう問題もある。
その多忙さから最も昇任の難しい職種とされていたが、過激派、学生運動等の退潮と共に機動隊員の昇任試験の合格率が跳ね上がったという情報が各所で存在する。これは、昇任直後の若い隊幹部が、重要防護対象警戒など激務の合間に、隊員に“尻を叩いて”勉強させるからである。隊員は、全寮制のため否応もなく勉強するというのも要因である。しかし、現在は統計上、他の部署と比較して特に合格率が高いということはなく、既に過去の話である。
千葉県警察では、成田空港問題を抱える特殊事情から、新規採用されて警察学校を卒業後は全員がまず機動隊に配属されていた時期があった（現在ではこの運用は行われておらず、他県同様に警ら警察官として地域部に配置され交番勤務となる）。そのため、千葉県警察官の多くが機動隊経験者であり、現在の上級幹部の年代の者が成田空港闘争の最盛期を経験していることが多い。そのため、他の都道府県警察で見られる機動隊経験が無い故の「機動隊アレルギー」を持つ幹部は、千葉県警察では少ないとされる。

## 日本以外の警察の集団警備力
- イギリス
  - 地域支援群 (Territorial Support Group) （ロンドン警視庁）
- フランス
  - 共和国保安機動隊（国家警察）
  - 機動憲兵隊（国家憲兵隊）
- ドイツ
  - 予備隊（連邦警察および各州警察）
  - 人民警察機動隊（ドイツ人民警察; ドイツ再統一時に解体）
- 中国
  - 内衛部隊（中国人民武装警察部隊）
- 韓国
  - 義務警察（各地方警察庁; 旧戦闘警察より改編）
- ロシア
  - OMON

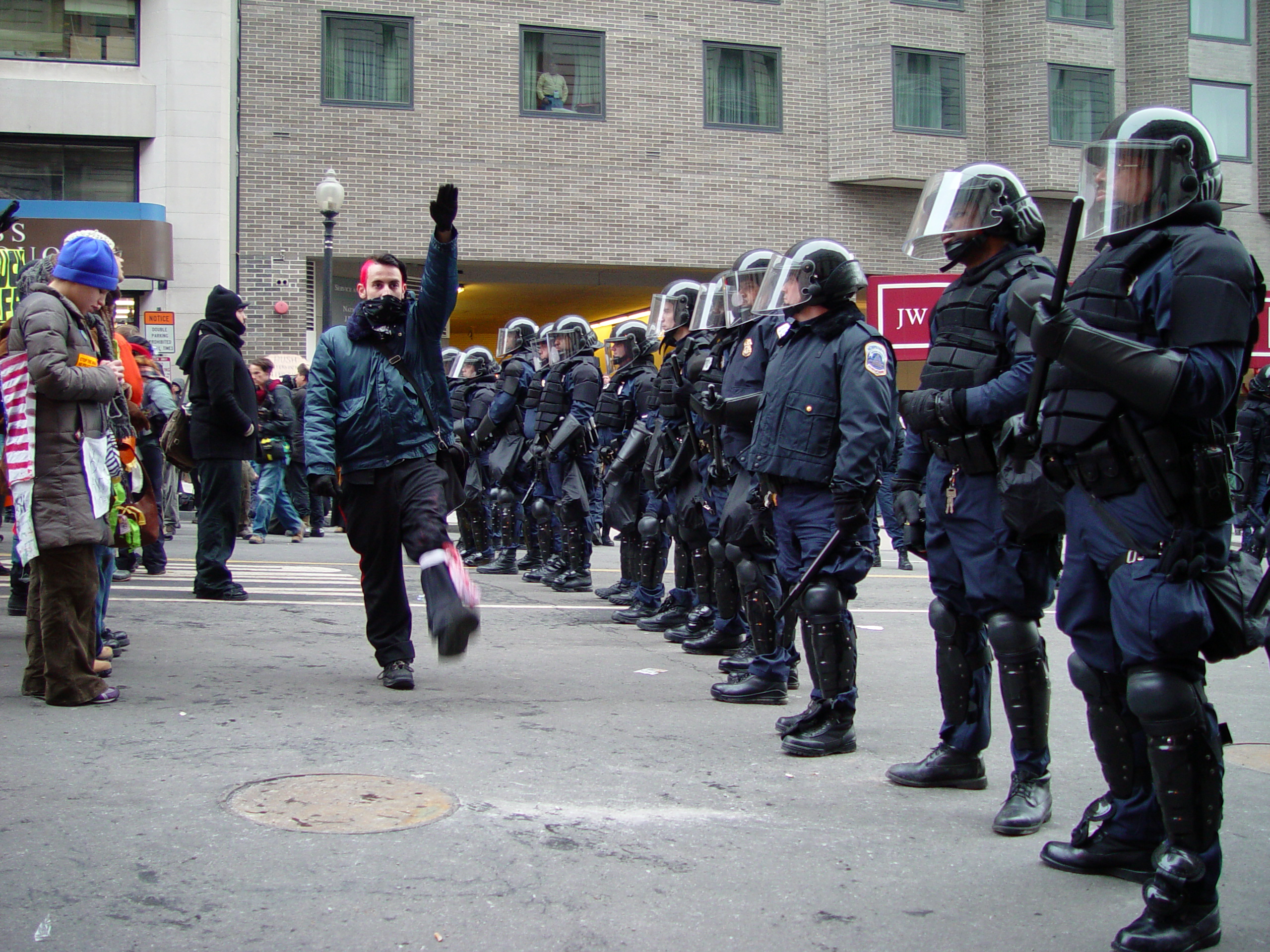
アメリカ・コロンビア特別区首都警察（2005年1月20日）
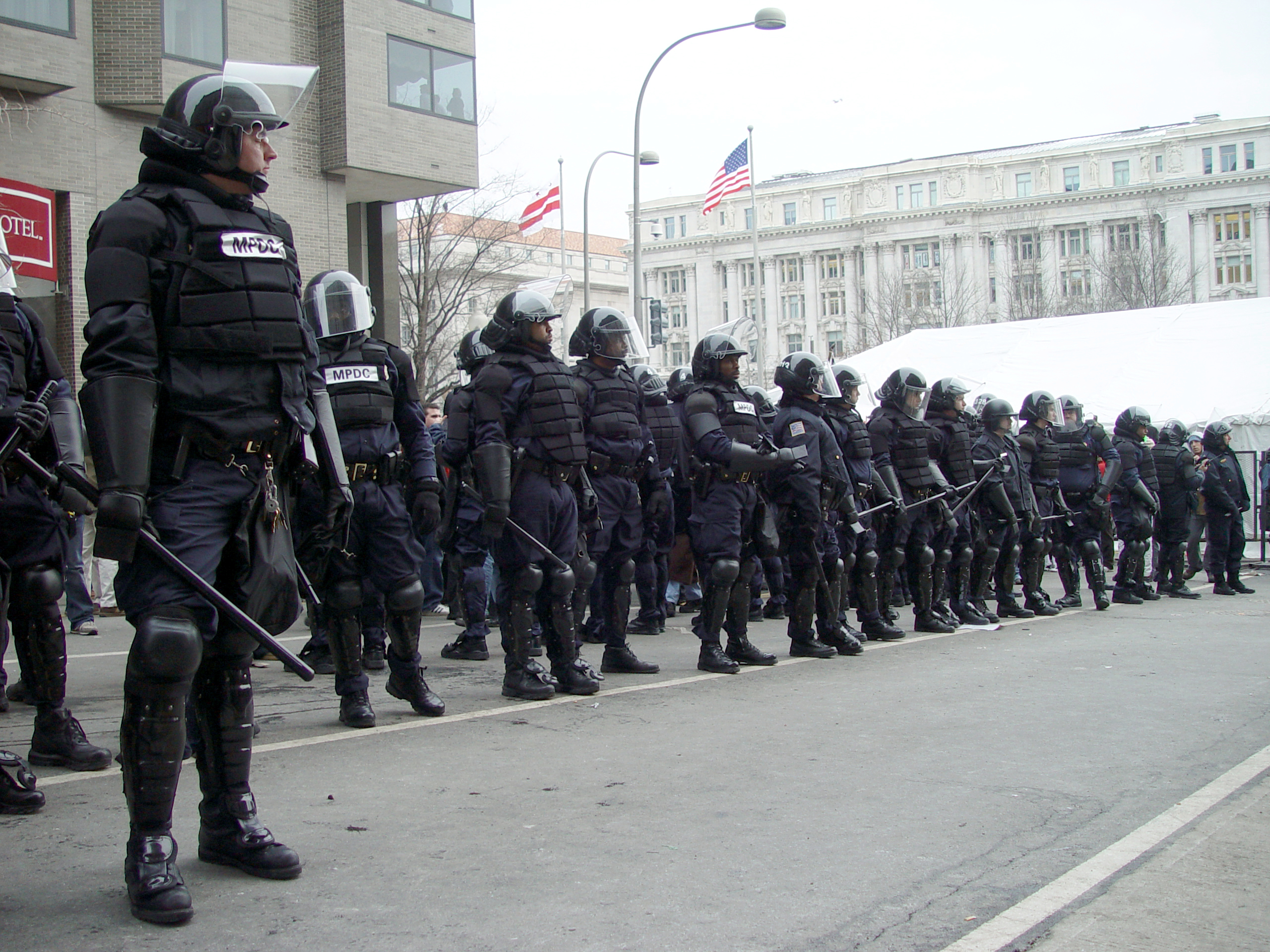
同左
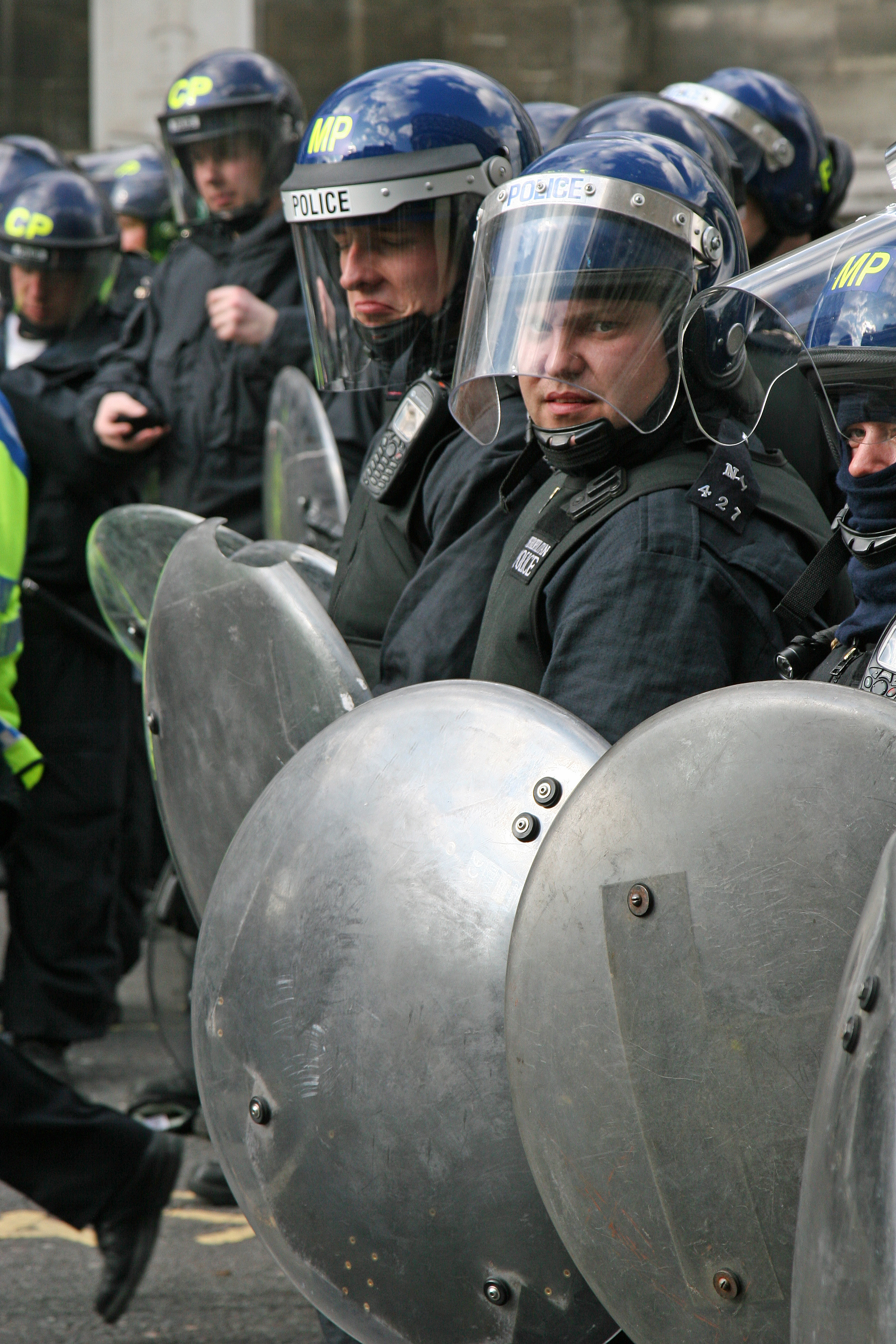
イギリス・ロンドン警視庁
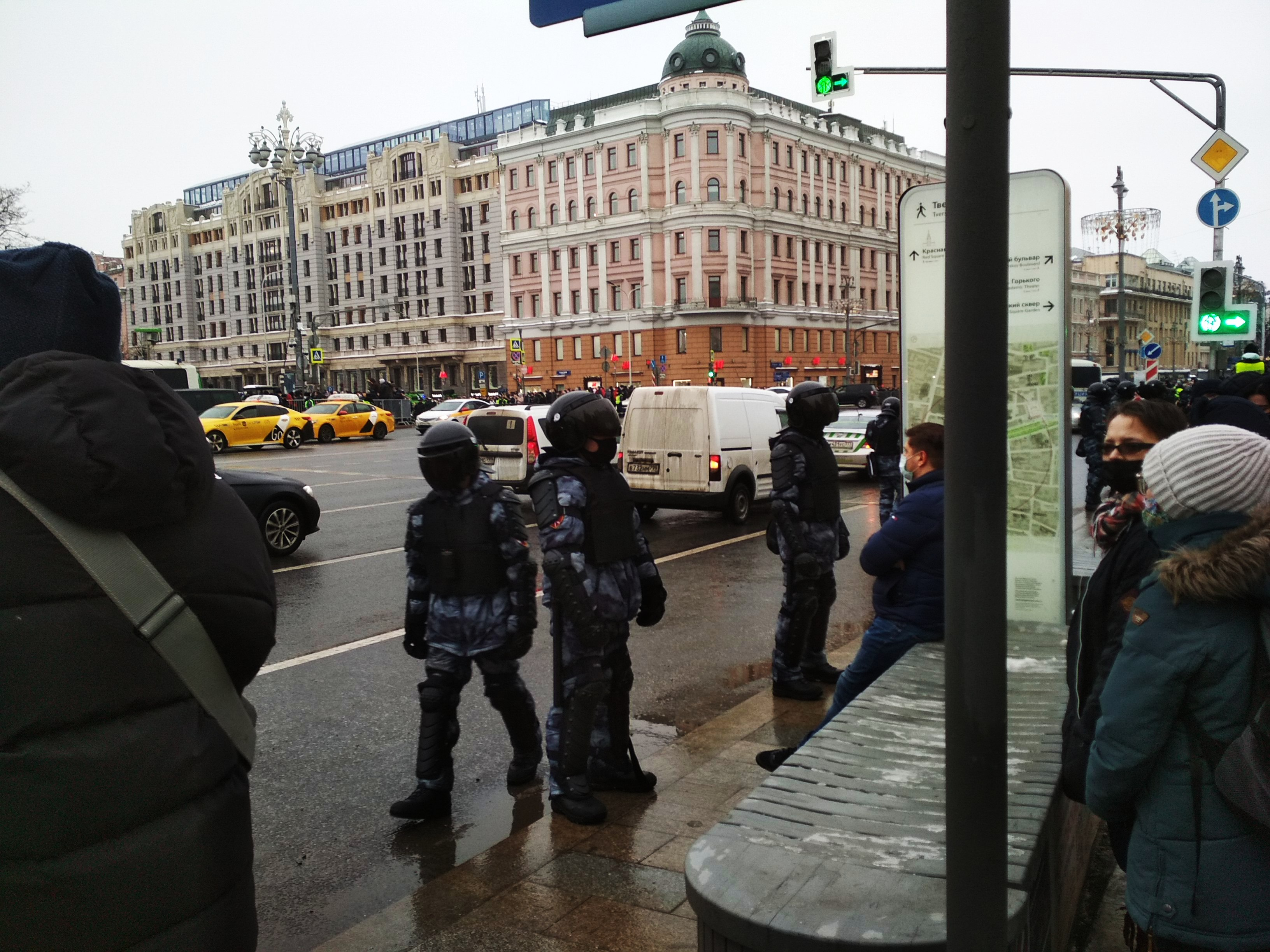
ロシア・OMON
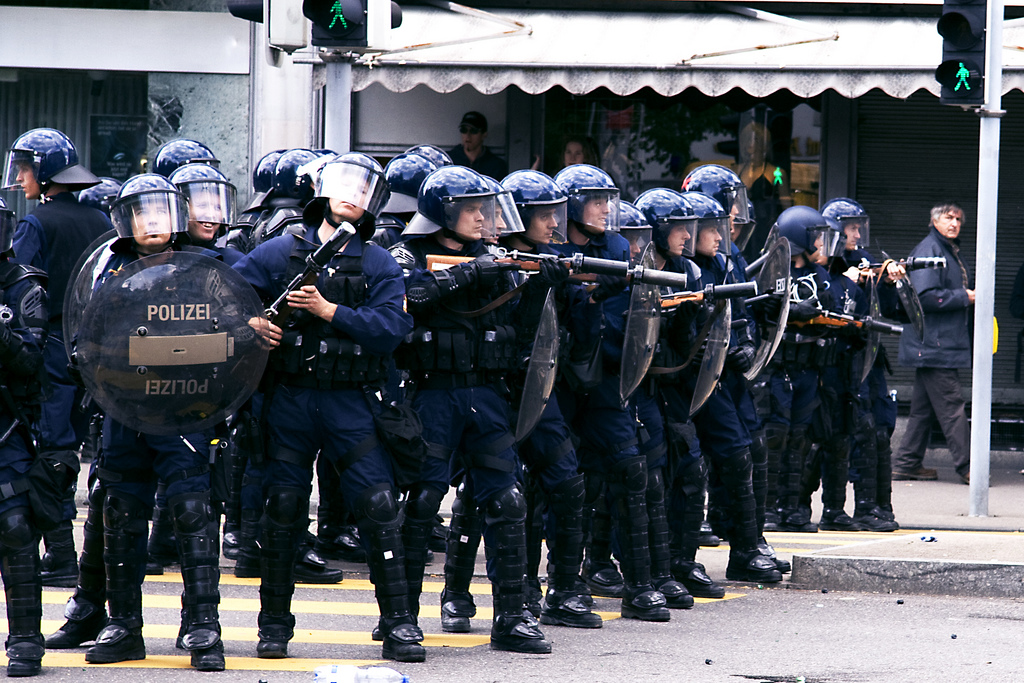
スイス・チューリッヒ警察
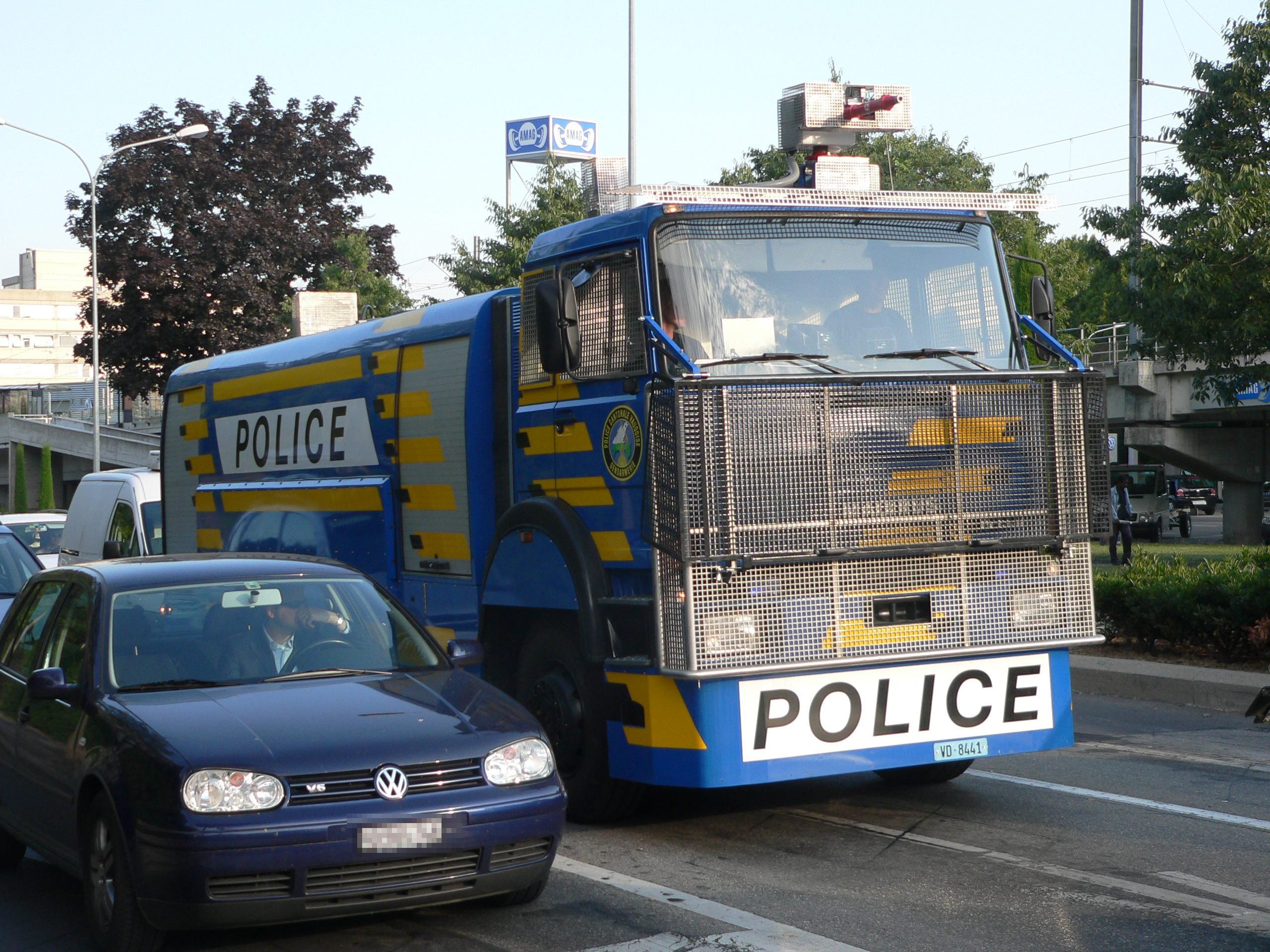
スイス国家憲兵のトラック
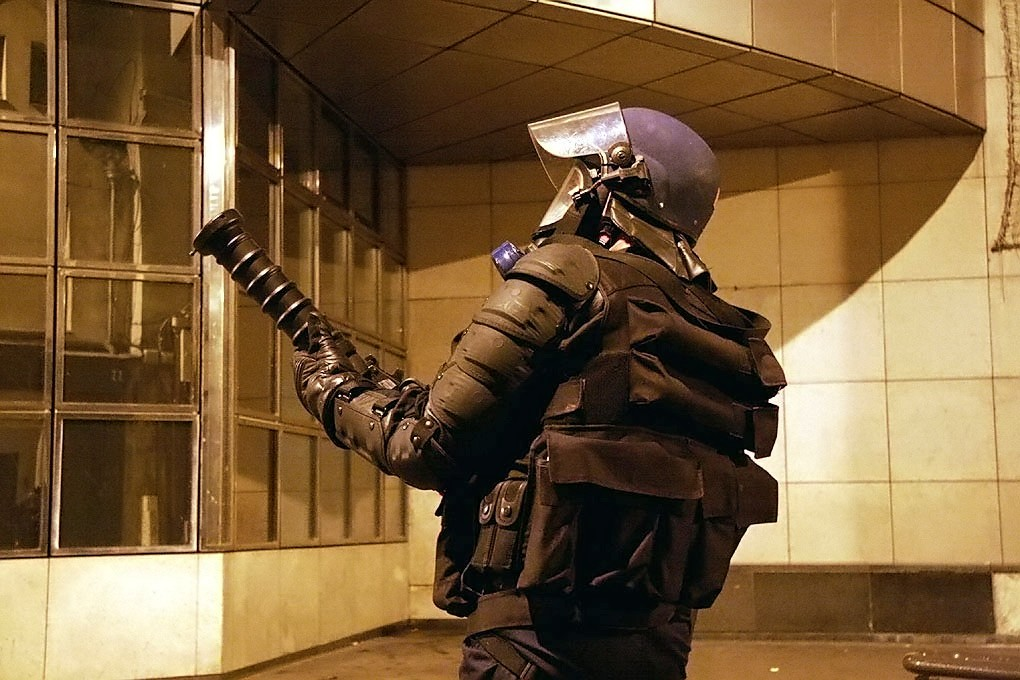
フランス機動憲兵隊が催涙ガスを使用
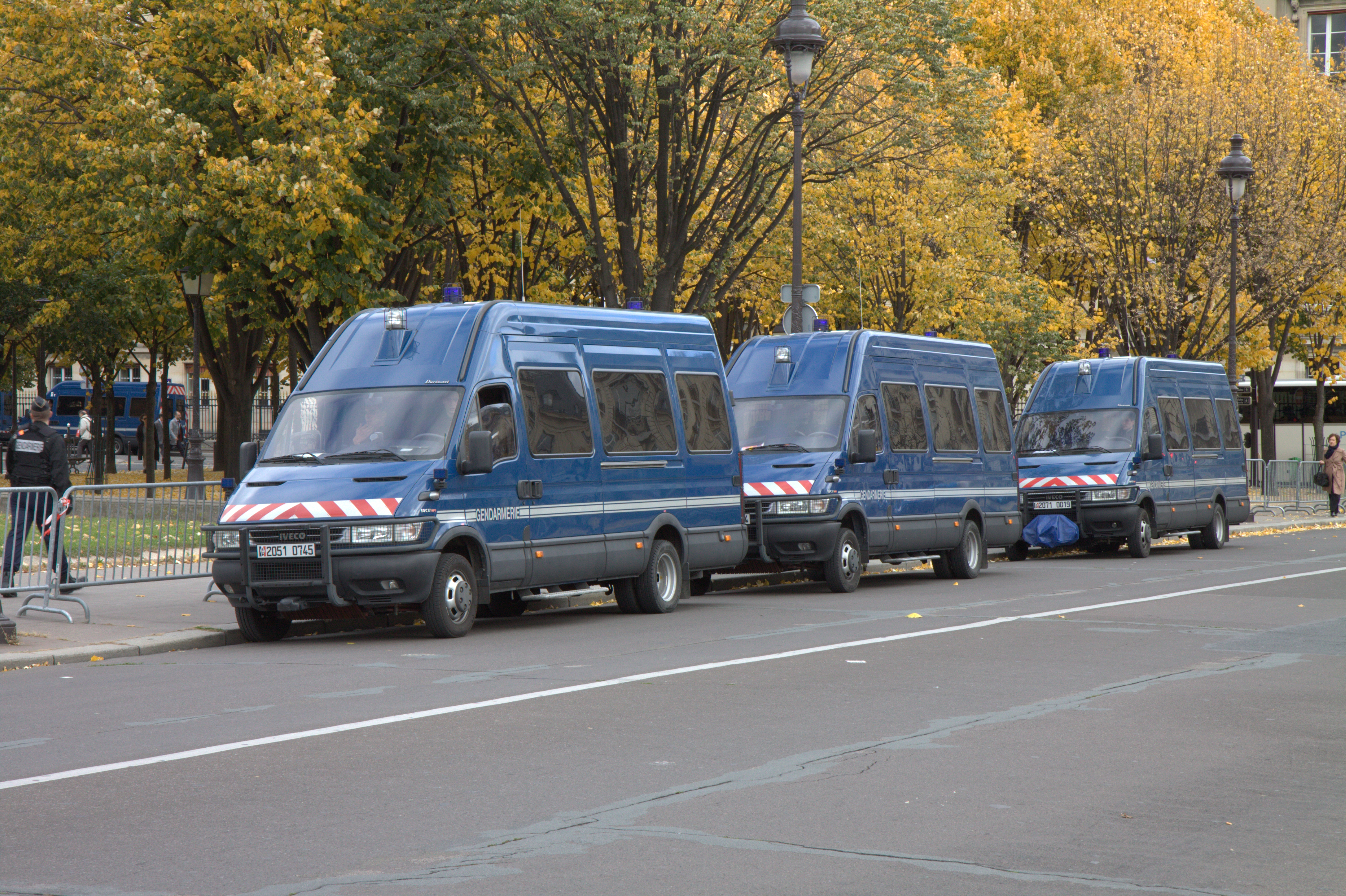
フランス機動憲兵隊
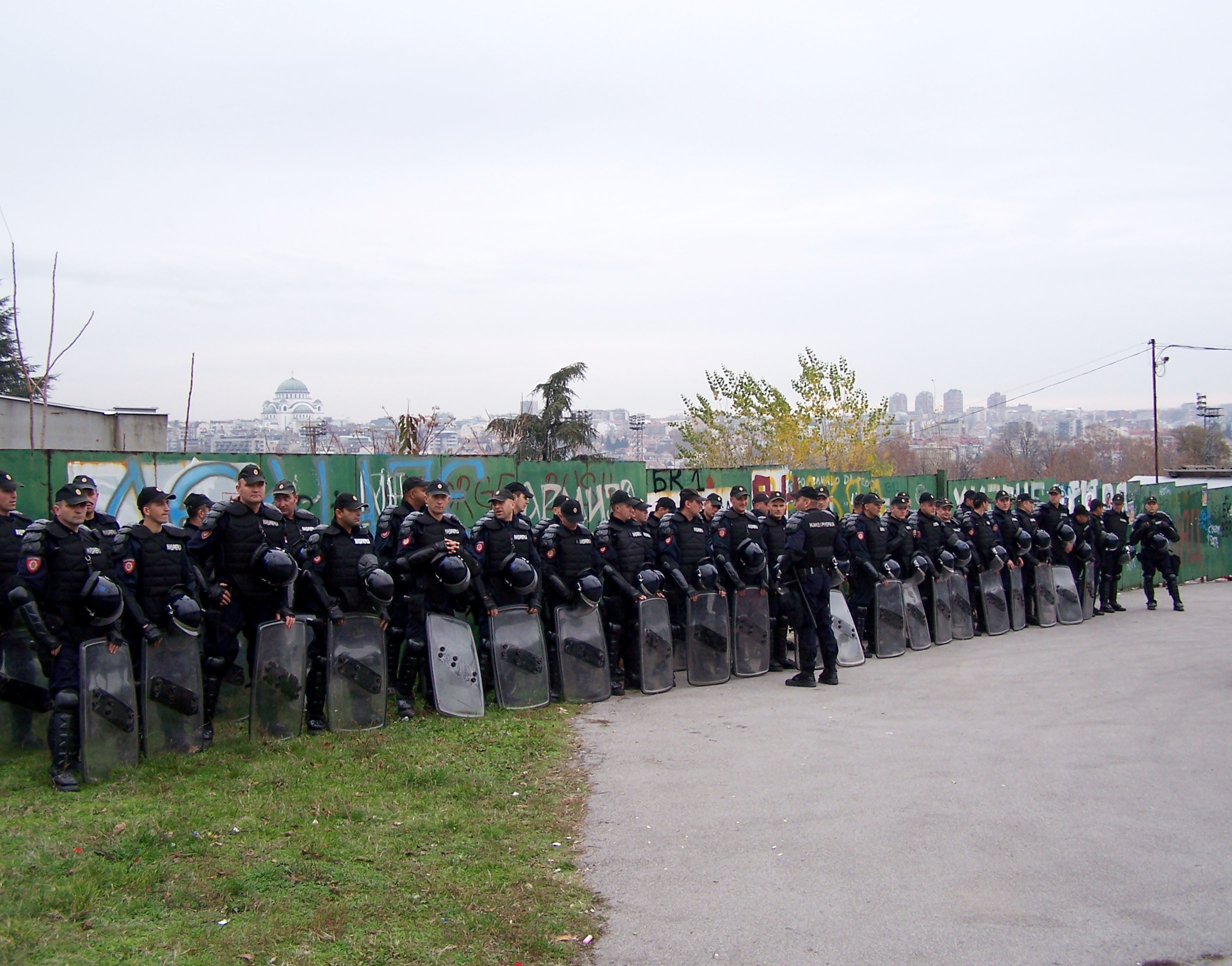
セルビア国家憲兵機動隊
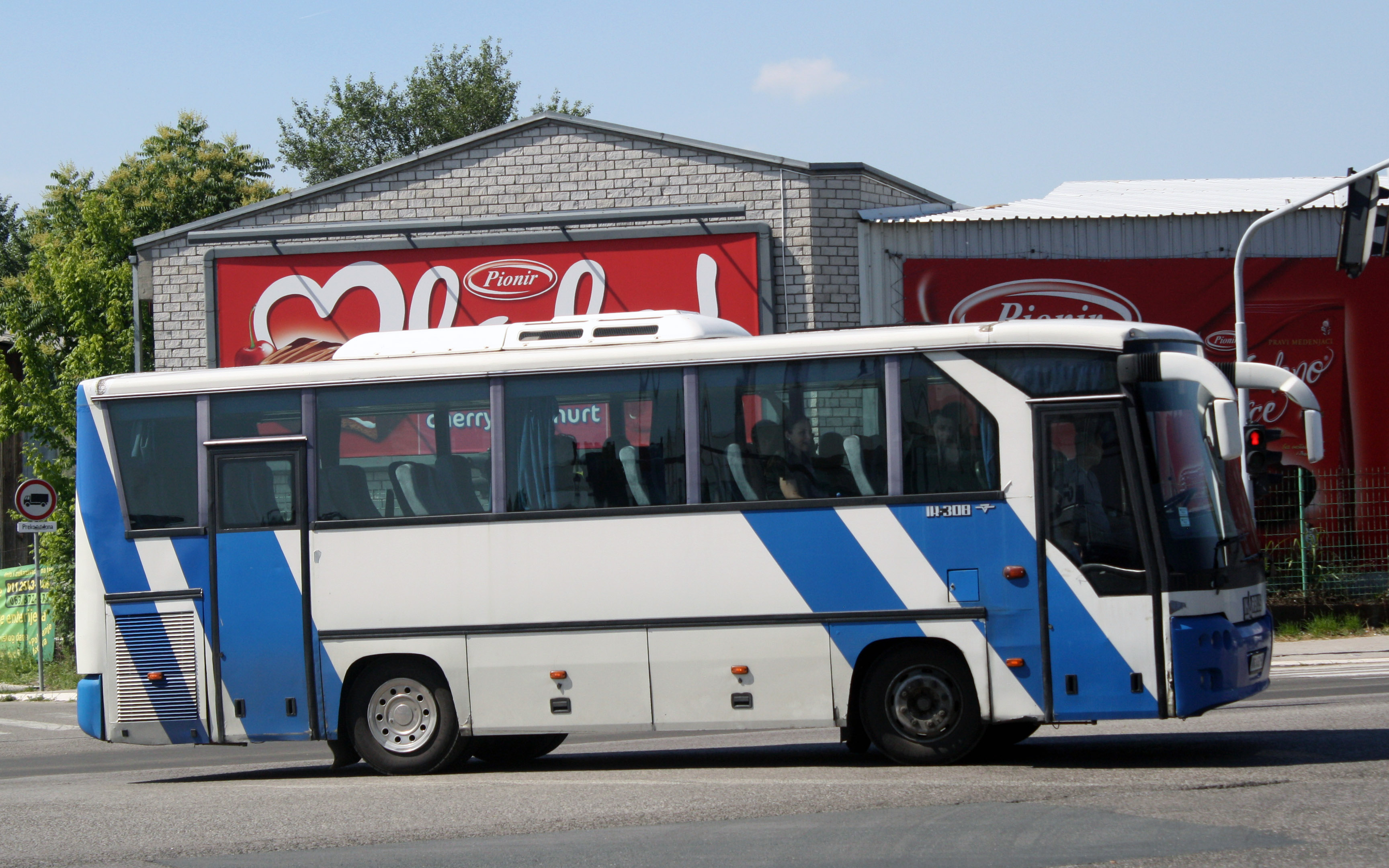
セルビア警察の人員輸送車